# Couesmes-Vaucé
Couesmes-Vaucé est une commune française, située dans le département de la Mayenne en région Pays de la Loire, peuplée de 377 habitants.
La commune fait partie de la province historique du Maine, et se situe dans le Bas-Maine dans le pays de Passais.

## Géographie

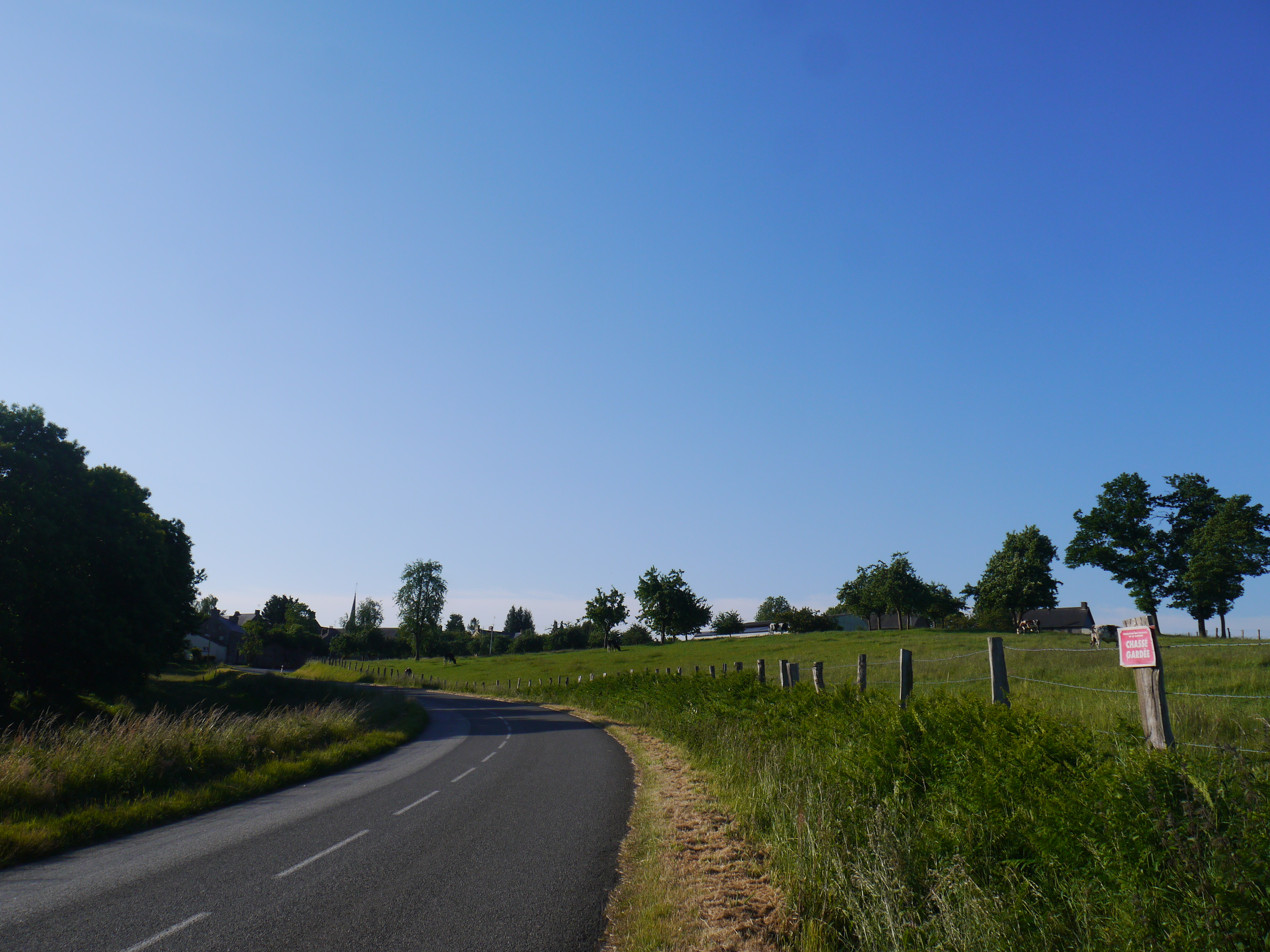
Couesmes-Vaucé, petite cité pittoresque aux confins de la Bretagne, du Maine et de la Normandie.

La commune est aux confins du Bas-Maine et du Domfrontais. Le bourg de Couesmes est à 9,5 km au nord-ouest d'Ambrières-les-Vallées, à 9,5 km au sud-est de Passais, à 10 km au nord-est de Gorron et à 19 km au sud de Domfront.
La localité est située dans le bocage mayennais, territoire aux paysages verdoyants et vallonnés où la nature est omniprésente. Le ministère de la Transition écologique englobe la partie sud-ouest de la commune dans l'unité paysagère des marches entre Maine et Bretagne, et la partie nord-est dans l'unité paysagère du bocage de la Haute-Mayenne.
Le bourg de Couesmes et la partie sud-ouest de la commune sont construits sur les dernières assises granitiques du Massif Armoricain. La géologie des parties Nord et Est est constituée majoritairement de roches sédimentaires détritiques, c'est-à-dire issues de l'érosion (argilites, schiste).
Le point culminant (206 m) se situe en limite sud-ouest, près du lieu-dit le Petit Essenlay. Le point le plus bas (100 m) correspond à la sortie de la Varenne du territoire, au sud-est.

### Communes limitrophes
| Passais Villages (comm. dél. de Saint-Siméon, Orne)        | Saint-Fraimbault (Orne) | Soucé                                                     |
| Passais Villages (comm. dél. de Saint-Siméon, Orne) Gorron | Couesmes-Vaucé          | Ceaucé (Orne)                                             |
| Brecé Le Pas                                               | Le Pas                  | Ambrières-les-Vallées (sur une centaine de mètres) Le Pas |

### Climat
Pour des articles plus généraux, voir Climat des Pays de la Loire et Climat de la Mayenne.
En 2010, le climat de la commune est de type climat océanique franc, selon une étude du CNRS s'appuyant sur une série de données couvrant la période 1971-2000. En 2020, Météo-France publie une typologie des climats de la France métropolitaine dans laquelle la commune est exposée à un climat océanique et est dans la région climatique Moyenne vallée de la Loire, caractérisée par une bonne insolation (1 850 h/an) et un été peu pluvieux.
Pour la période 1971-2000, la température annuelle moyenne est de 10,6 °C, avec une amplitude thermique annuelle de 13,2 °C. Le cumul annuel moyen de précipitations est de 856 mm, avec 13,1 jours de précipitations en janvier et 7,6 jours en juillet. Pour la période 1991-2020, la température moyenne annuelle observée sur la station météorologique de Météo-France la plus proche, sur la commune de Saint-Fraimbault à 4 km à vol d'oiseau, est de 11,2 °C et le cumul annuel moyen de précipitations est de 850,1 mm,. Pour l'avenir, les paramètres climatiques de la commune estimés pour 2050 selon différents scénarios d'émission de gaz à effet de serre sont consultables sur un site dédié publié par Météo-France en novembre 2022.

## Urbanisme

### Typologie
Au 1er janvier 2024, Couesmes-Vaucé est catégorisée commune rurale à habitat très dispersé, selon la nouvelle grille communale de densité à sept niveaux définie par l'Insee en 2022.
Elle est située hors unité urbaine et hors attraction des villes,.

### Occupation des sols
L'occupation des sols de la commune, telle qu'elle ressort de la base de données européenne d’occupation biophysique des sols Corine Land Cover (CLC), est marquée par l'importance des territoires agricoles (99,6 % en 2018), une proportion identique à celle de 1990 (99,6 %). La répartition détaillée en 2018 est la suivante :
prairies (49,9 %), terres arables (42,5 %), zones agricoles hétérogènes (7,2 %), forêts (0,4 %). L'évolution de l’occupation des sols de la commune et de ses infrastructures peut être observée sur les différentes représentations cartographiques du territoire : la carte de Cassini (XVIIIe siècle), la carte d'état-major (1820-1866) et les cartes ou photos aériennes de l'IGN pour la période actuelle (1950 à aujourd'hui).

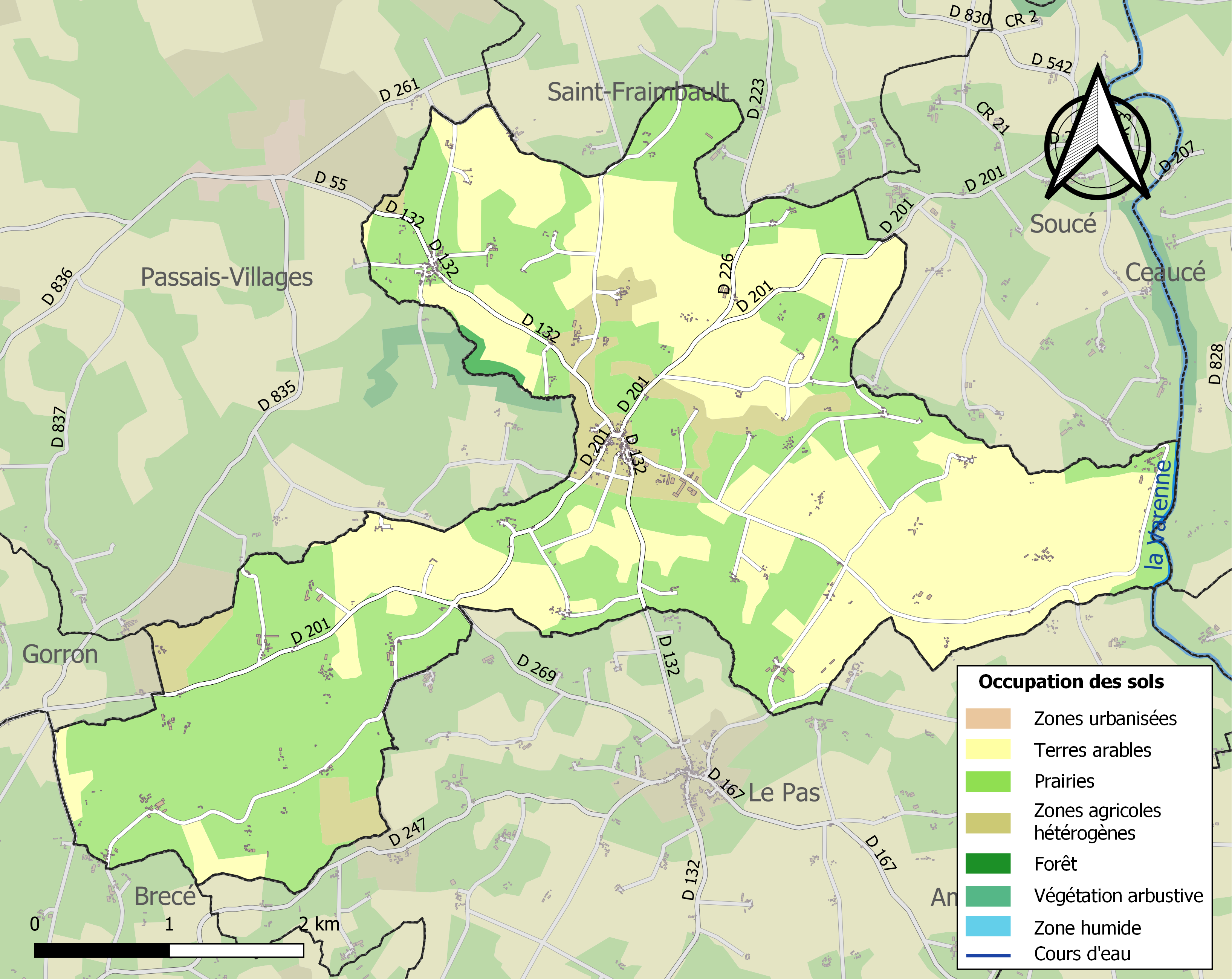
Carte des infrastructures et de l'occupation des sols de la commune en 2018 (CLC).

### Voies de communication et transports

#### Transports ferroviaires
De 1901 jusqu'en 1947, la ligne de Mayenne à Landivy passait non loin du territoire de Couesmes. La partie Sud-Ouest de la commune était desservie par la halte de la Déteurbe, située sur la commune de Brecé, et par la gare du Pas, située au lieu-dit Montalon.
La gare de Ceaucé, mise en service en 1874 et située sur la ligne Laval - Caen, se trouvait à 9 km au Nord-Est du bourg de Couesmes. En 1893, les habitants de la commune de Couesmes demandent par l'intermédiaire de leur maire la création d'une halte au passage à niveau de Conillet, plus proche géographiquement. Cette demande, renouvelée le 6 août 1899, restera sans suite.

#### Transports en commun
En 1919 les habitants de Couesmes signent une pétition demandant que la ligne d'autobus projetée entre Lassay et Gorron passe par Couesmes. Satisfaction leur est donnée deux ans plus tard lorsque cette ligne passant par Ambrières-le-Grand et Le Pas est mise en service : quatre autobus de 22 places font le service par le bourg de Couesmes-en-Froulay à partir d'août 1921.

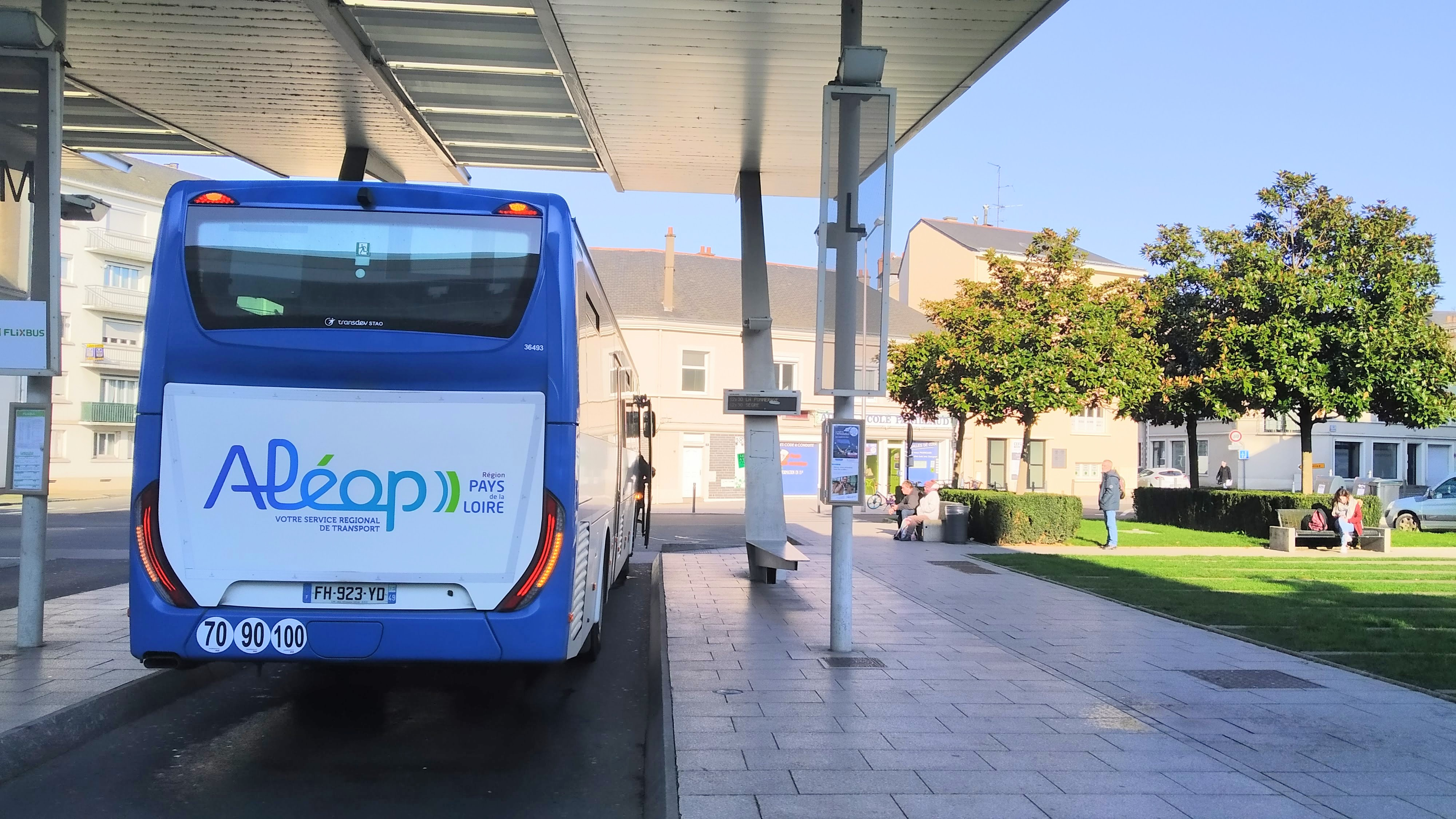
Autocar Aléop.

La commune est actuellement desservie par la ligne de bus n°111 du réseau régional Aléop, qui remplace depuis 2019 le réseau départemental Pégase. Cette ligne faisant le trajet Vaucé ↔ Mayenne circule uniquement en semaine et hors vacances scolaires. L'arrêt de bus de Couesmes se situe près de l'église et le terminus de Vaucé est situé près de l'ancienne école.
Le réseau Aléop propose également un service de transport à la demande au départ de Couesmes-Vaucé vers l'ensemble des communes du Bocage Mayennais, de l'Ernée ainsi que vers les pôles de centralité de Fougères et Mayenne.

### Qualité de l'environnement

#### Qualité de l'eau
L'eau distribuée à Couesmes-Vaucé provient de l'usine des eaux de la Colmont à Gorron et est distribuée par le SIAEP de Colmont Mayenne et Varenne.
En 2014, l'eau du robinet à Couesmes-Vaucé est considérée comme de bonne qualité par l'UFC-Que choisir. En 2022, la même association considère l'eau potable à Couesmes-Vaucé comme de qualité « médiocre » et « faible », en raison de la présence importante de chlorure de vinyle et de polluants agricoles tels que les pesticides.
D'après les contrôles sanitaires réalisés en 2021 par l'Agence Régionale de Santé Pays de la Loire, l'eau distribuée à Couesmes-Vaucé est de très bonne qualité bactériologique : sur les 14 prélèvements aucun ne semble indiquer la présence de bactéries pathogènes. Vis-à-vis des pesticides, l'eau est non conforme en raison de deux dépassements occasionnels de la limite de qualité réglementaire de 0,1 µg/L par substance individualisée pour l'ESA métolachlore, produit de dégradation du métolachlore, ainsi que pour l'alachlore ESA, produit de dégradation de pesticide. Cette situation ne présente pas de risque pour la santé des consommateurs au regard de la valeur sanitaire de consommation définie par l'Agence nationale de sécurité sanitaire de l'alimentation, de l'environnement et du travail (ANSES) et ne justifie donc pas de restriction des usages de l'eau. D'autre part, l'eau d'alimentation à Couesmes-Vaucé ne satisfait pas entièrement aux références de qualité pour la teneur en fer, parfois légèrement supérieure à la valeur recommandée, ainsi que pour l'équilibre calco-carbonique et le carbone organique total. Une référence de qualité est une recommandation dont le dépassement n'a pas d'incidence directe sur la santé mais peut être à l'origine de désagrément pour le consommateur (eau trouble par exemple dans le cas du fer). La dureté de l'eau est quant à elle de 17,9°fH en moyenne, ce qui indique une eau peu minéralisée en calcium et magnésium. La teneur en fluor est faible, un apport complémentaire est possible après avis médical. Concernant les teneurs en nitrates, pesticides et fluor, un tableau récapitulatif est présenté ci-dessous :
|                           | Nitrates | Pesticides | Fluor      |
| ------------------------- | -------- | ---------- | ---------- |
| Nombre de prélèvements    | 13       | 13         | 3          |
| Teneur maximale autorisée | 50 mg/L  | 0,10 μg/L  | 1,5 mg/L   |
| Valeur maximale atteinte  | 48 mg/L  | 0,21 µg/L  | 0,059 mg/L |
| Valeur moyenne            | 40 mg/L  | 0,039 µg/L | 0,055 mg/L |
| Valeur minimale atteinte  | 29 mg/L  | 0 µg/L     | 0,053 mg/L |

#### Qualité des sols
La commune de Couesmes-Vaucé ne compte aucun sol pollué ou potentiellement pollué (Basol), ni aucun terrain catégorisé « secteur d'information sur les sols (SIS) ».

## Toponymie

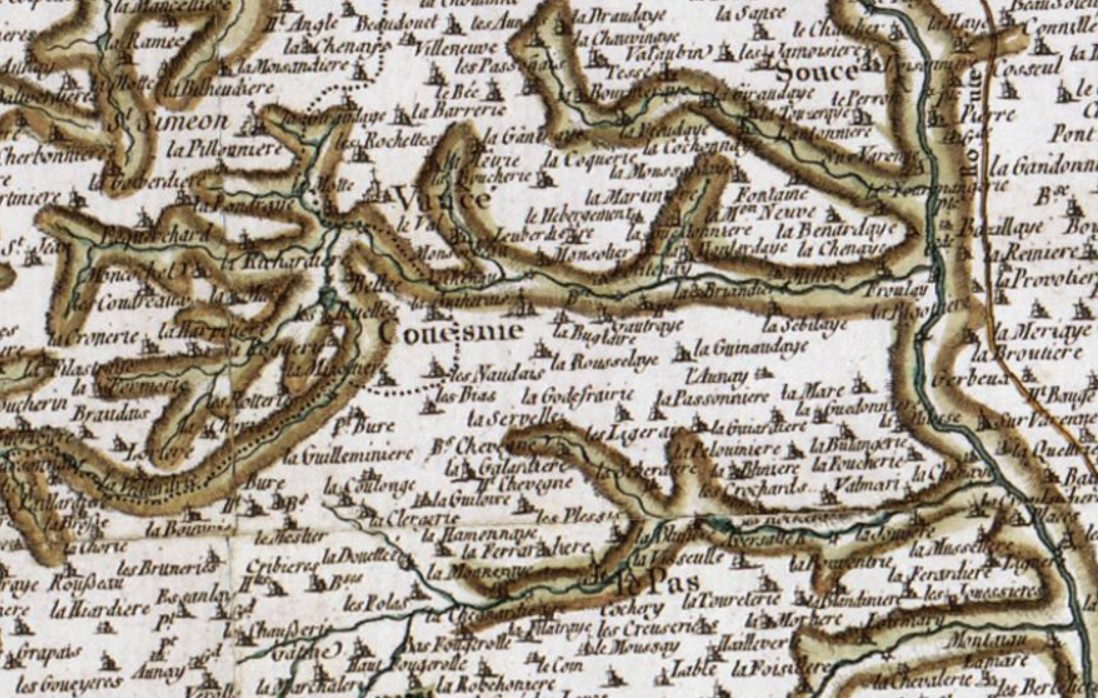
Couesmes et Vaucé sur la carte de Cassini (XVIIIe siècle).

Le nom de la localité de Couesmes est attesté sous la forme Coysmes vers 1180 et en 1455, Coismes en 1241 et 1243, Coaysmes en 1404, Cosmis (en latin) en 1508, Coesmes en 1606 et 1777. Le toponyme peut être issu de l'anthroponyme féminin germanique Godisma ou encore d'un radical gaulois cot- suffixé du superlatif -isama.
La commune s’appelait Couesmes avant 1919, date à partir de laquelle elle prend le nom de Couesmes-en-Froulay.
Le gentilé est Couesmien.
Le nom de la localité de Vaucé est attesté sous les formes de Vaceio en 1168 et Vaussé vers 1200. Le toponyme serait issu d'un anthroponyme gaulois tel que Valcius ou Vallicius.

## Histoire

### Préhistoire
L'occupation humaine sur la commune est attestée dès le Néolithique moyen comme en témoignent le menhir de Montcorbeau et le mobilier lithique retrouvé sur les gisements de surface du Petit Domaine, du Val et de la Haute Mariais. Les centaines d'objets découverts (haches polies en silex, grattoirs, nucléus, percuteurs, fragments de meules à céréales en granit et de polissoir en quartz) mettent en évidence un commerce néolithique florissant. Les objets et matériaux ont en effet beaucoup circulé, notamment depuis le Finistère. Quelques armatures microlithiques recueillies sur le site du Val sont des indices d'une fréquentation encore plus ancienne, datant du Mésolithique.
La stèle gauloise du Petit Domaine est un témoin du second âge du fer. Elle daterait de 400 av. J.-C, peu après l'arrivée des premiers  les Aulerques Diablintes dans la région.

### Antiquité

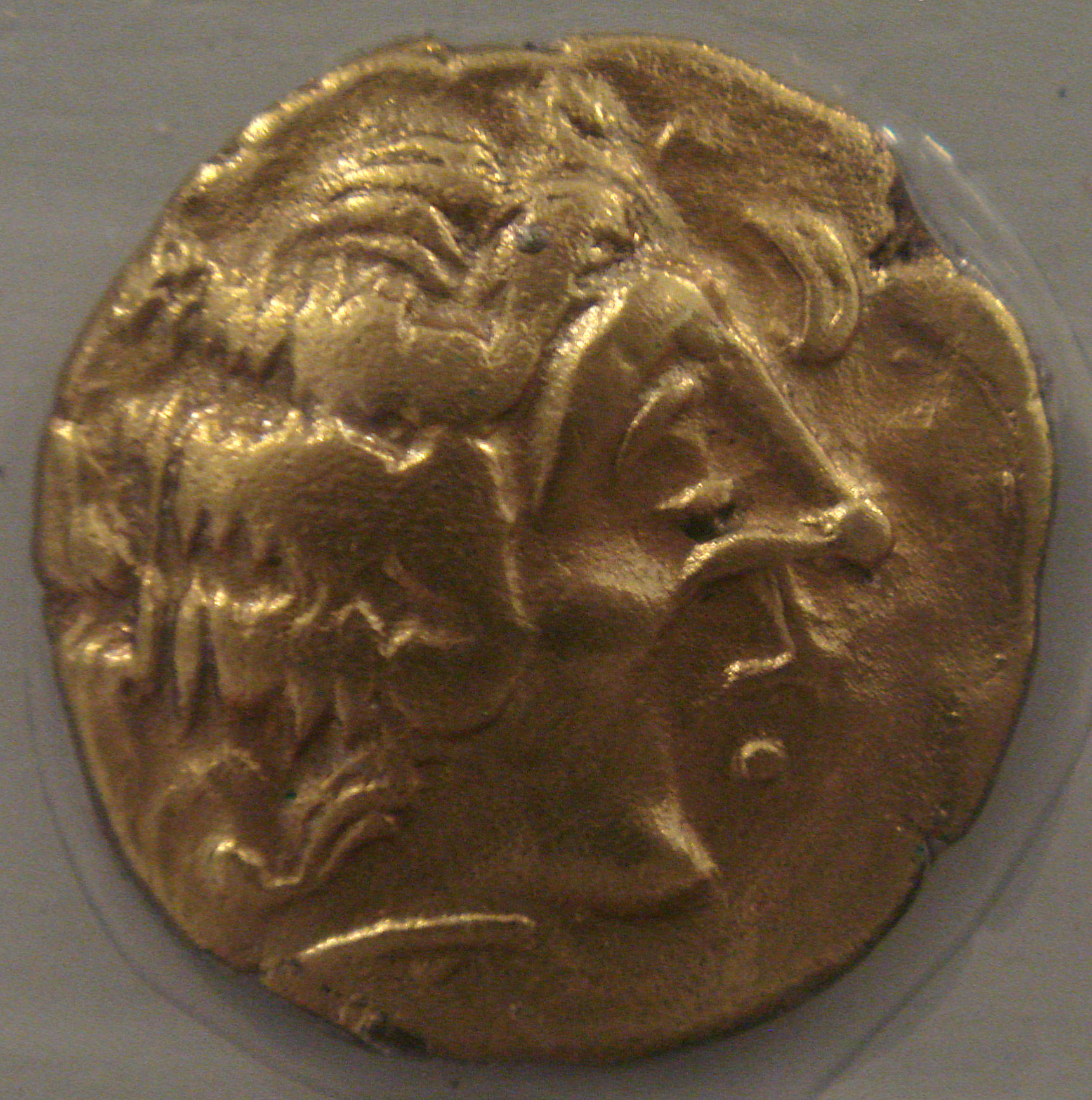
Monnaie gauloise à l'effigie des Diablintes.

Lorsque Jules César entreprend la conquête de la Gaule, en 58 av. J.-C., celle-ci est divisée entre une foule de petits peuples. Parmi eux, les Aulerques Diablintes occupent les deux tiers nord de l’actuel département de la Mayenne et le sud de l'Orne.
La Gaule conquise est réorganisée sous l’empereur Auguste et ses frontières intérieures sont remodelées. On voit naître la cité des Diablintes (civitas Diablentum), dont le chef-lieu est Noviodunum, qui deviendra Jublains.
Les capitales de chaque peuple gagnent une prééminence et elles bénéficient de l'essor d'un réseau de routes qui permet de les relier entre elles. Ainsi, Couesmes profite de sa situation non loin de la route reliant Jublains à Vieux. Divers auteurs dont Henri Le Faverais spéculent sur l'existence d'une voie romaine, remplacée ultérieurement par un « Chemin potier » dont on trouve des traces à Couesmes, Vaucé et Saint-Siméon, et qui touche des points comme Passais ou Le Pas, toponymes évocateurs d'un lieu de passage des romains du Maine à la Normandie. D'autres ouvrages indiquent l'existence à Couesmes d'une deuxième voie gallo-romaine, traversant la commune d'ouest en est vers La Ferté-Macé.
Un fragment de bol moleté de type « Chenet 320 », céramique sigillée fabriquée dans les ateliers gallo-romains d'Argonne, a été découvert à La Métrie à Vaucé. Caractéristique de l'Antiquité tardive, il est daté de 350-450 ap. J.-C..

### Moyen Âge

#### Haut Moyen Âge
Deux sarcophages en calcaire coquiller, datés de l'époque mérovingienne, ont été découverts en 1840 et 1856 sur le bord du chemin de Couesmes à Le Pas. L'un renfermait un squelette d'homme, l'autre un squelette de femme. La pierre coquillière étant absente en Mayenne, les archéologues pensent que les sarcophages ont été amenés tout taillés d'Anjou ou de Touraine, et transportés sur les anciennes grandes voies romaines, encore praticables et permettant le transport d'objets aussi pesants. Ces tombeaux seraient un nouvel indice de l'existence d'une voie romaine de prolongement de Mayenne, dans la direction de Passais, par Le Pas, Couesmes et Vaucé.
Au haut Moyen Âge, Couesmes fait partie de la condita carolingienne de Céaucé (condita Celsiacensis), dans le pays des Diablintes, qui formera progressivement la partie occidentale de la province du Maine.
Entre l'an 700 et 890, ce site serait déjà mentionné .

#### Moyen Âge central

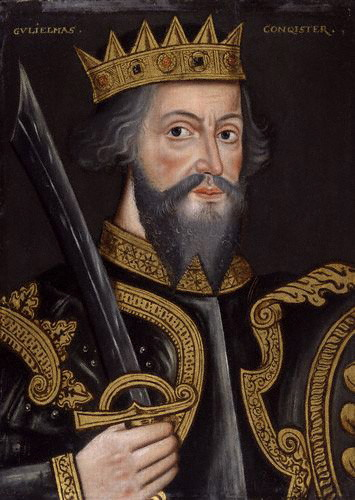
Guillaume le Conquérant s'empare de Couesmes vers 1055.

Située sur une zone frontalière conflictuelle théâtre d'affrontements entre les seigneurs de Mayenne et le duché de Normandie, Couesmes est prise au Maine vers 1055 par Guillaume le Conquérant, alors duc de Normandie, qui vient de conquérir le Passais et construit un château à Ambrières sur le territoire de Geoffroy II de Mayenne, qui après un siège raté est brutalement contraint de passer dans sa vassalité.
Les fiefs de Couesmes sont rattachés à la châtellenie d'Ambrières, qui après s'être inféodée au duché de Normandie commence à être organisée dans les années qui suivirent la construction du château d'Ambrières. En 1135, Couesmes redevint terre mayennaise quand Geoffroy Plantagenêt, duc de Normandie, rendit les trois châteaux d'Ambrières, Gorron et Châteauneuf à Juhel II de Mayenne.
Couesmes redevient normande en 1162 quand Henri II Plantagenêt profite de la mort de Juhel II de Mayenne pour récupérer les trois châteaux frontaliers et leurs châtellenies. La zone est l'objet de toutes les convoitises et les détenteurs de Mayenne s'emploient à la récupérer à tout prix, y compris en trahissant la cause royale. Mais c’est un échec. Dès son accession à la royauté en 1189, Richard Cœur de Lion rétablit l’ordre et réaffirme les droits Plantagenêt sur les trois châteaux, qui ne seront récupérés par Juhel III de Mayenne qu'en 1204.
Un acte normand du XIIe siècle atteste l'existence à Couesmes d'une léproserie, fondée par Guillaume de Tracy, et d'au moins trois moulins à eau vers 1180 : les moulins de la Broutière (molendini de Brooteria), de Fontenay (Fonteneio), et de Bure (Buris). Les siècles suivants, plusieurs actes attestent l'existence du moulin de Couesmes, fief de Montcorbeau,, puis du moulin neuf de Coesmes, « sur la rivière de Brehais ».
Vers 1188, Hugues de Couterne, seigneur local et neveu de Guillaume de Tracy, cède à Alain de Tracy la donation de toutes les églises de son fief, donation que lui avait faite son oncle avant d'assassiner Thomas Becket. Vers 1193, Hugues de Couterne accorde aux chanoines du Plessis et d'Yvrandes l'aumône de Couesmes.

#### Moyen Âge tardif
À la fin du Moyen Âge, Couesmes compte quatre seigneuries : Couesmes, Froulay, Montcorbeau et Fontenay.
- Les seigneurs de Couesmes, selon l'abbé Angot, ont depuis longtemps quitté leur berceau pour Lucé, Orthe, Bourgon, puis Ancinnes, mais la seigneurie subsiste, et passe des mains des Couesmes aux sires de la Ferrière, puis aux de Logé, seigneurs du Bois-Thibault[57].

Armes de Froulay.

- Froulay, la plus importante seigneurie, est une mouvance féodale du duché de Mayenne, et par le marquisat de Lassay, de la sénéchaussée du Maine. Le premier seigneur de Froulay dont l'histoire fait mention est Roland de Froulai, en 1140[34]. Au XIVe siècle, Michel de Froullay semble avoir été un personnage assez important. Chevalier, seigneur de Froullay, de Montflaux et de Gastines, il serait intervenu personnellement dans un traité de paix entre le duc de Bretagne et le comte d'Alençon : par une clause de ce traité, il aurait consenti, pour établir la paix entre les deux seigneurs, à ce que son château fort de Froullay fut démoli et rasé, ce qui lui aurait valu de leur part, à titre d'indemnité une somme d'argent considérable[58]. C'est probablement grâce à cette somme qu'il entreprit la construction du château neuf de Montfaux où les seigneurs de Froulay transférèrent leur résidence principale dès le début du siècle suivant. À Froulay, un nouveau château, dont les ruines étaient encore visibles au début du XXe siècle, fut construit à la fin du XVe siècle par Jean de Froulay.
- De la seigneurie de Montcorbeau, décrite ci-après, dépend le fief de Torcé, en Cigné[31]. On trouve trace d'un Hugon de Montcorbeau dans une charte du XIIe siècle[30] et de Raoul de Montcorbeau en 1241 et subséquemment dans deux actes autorisant l'exploitation par les chanoines du Plessis-Grimoult du vivier[59] et du moulin de Couesmes[60].
- La maison seigneuriale de Fontenay était assez importante et bien placée à mi-côte. On en apercevait encore les ruines en 1899 : un pan de mur épais et le corbeau de cheminée qui porte les armes de ses anciens seigneurs : une fleur de lys accolée d'un lion rampant[61]. La terre noble de Fontenay était dotée d'un moulin à eau au moins depuis le XIIe siècle, et ce moulin subsiste aujourd'hui. Les seigneurs de Fontenay connus sont Odon et Geoffrey de Fontenay vers 1180[30], Pierre de La Bunache en 1497[34], et Gilles de Villiers en 1599[62]. Gilles et Françoise de Villiers sont inhumés en l'église de Couesmes[63]. En 1664 Fontenay appartenait à Charles de Froulay[64] puis à son neveu René de Froulay en 1694, et fut mis en vente nationale le 12 mai 1798 sur M. de Tessé-Froulay[65]. Dans les Souvenirs de la Marquise de Créquy, le manoir féodal de Fontenay, où vivait la cousine de l'autrice, fait l'objet d'un long et curieux récit[66] qui se révèle être une supercherie littéraire au moins partielle : pour décrire le château de Fontenay, elle s'inspire mot pour mot du Manuscrit trouvé à Saragosse, chef-d'œuvre de l'écrivain polonais Jan Potocki, ne prenant la peine de substituer que deux ou trois mots[67].

### Époque moderne

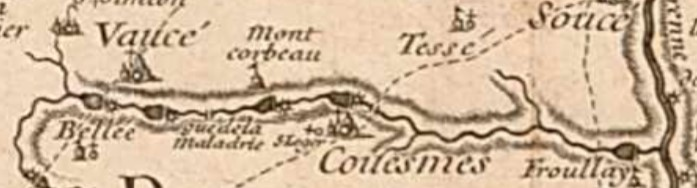
Couesmes et Vaucé sur une carte du diocèse du Mans (1706).

En 1596 les baronnies de Froulay, de Tessé, d'Ambrières et de Châteauneuf sont unies et érigées en comté par Henri IV pour former le comté de Tessé.
En 1961 un cultivateur découvre à Vaucé trois vases de terre contenant 4 609 monnaies royales, datant principalement de la Renaissance, de François Ier à Henri IV. L'inventaire de ce trésor, qui paraît avoir été caché vers 1645, fit connaître beaucoup de pièces jusque-là inédites.
Avant 1790, sur le plan ecclésiastique, Couesmes est une paroisse du doyenné de Passais au Maine, qui fait partie du diocèse du Mans.
Sur le plan judiciaire, comme presque toutes les paroisses mayennaises, elle relève de plusieurs juridictions qui ont fonctionné parallèlement jusqu'en 1789 : justice seigneuriale, et royale pour les cas royaux et les appels, et justice de l'Église. Couesmes est du ressort judiciaire du duché de Mayenne, du marquisat de Lassay, et de la châtellenie de Gorron.
Sur les plans financier et administratif, Couesmes est une paroisse de l'Élection de Mayenne. Fiscalement, le Maine est un pays d'élection, c'est-à-dire qu'au lieu de jouir du privilège de répartir les impôts à leur gré, les contribuables de Couesmes sont obligés de supporter la taille proportionnelle, répartie au niveau local par le représentant du gouvernement royal, l'intendant, avec l'aide des élus. Par ailleurs située dans une province de Grande Gabelle, Couesmes est du ressort du grenier à sel de Lassay.
Couesmes, avant la Révolution, dépendait des seigneurs de Froulay. La seigneurie de paroisse était annexée à cette terre.

### Révolution et Chouannerie
À Couesmes, le cahier de doléance pour les États généraux de 1789 est rédigé le 5 mars 1789, il est revêtu de 21 signatures et comporte onze points. Les habitants de la paroisse demandent la suppression de la gabelle et de la banalité de moulins, une répartition plus égalitaire de la taille, une réforme du dixième et de la dîme, et l'emploi de sergents résidant en la paroisse pour la collecte des impôts. L'égalité fiscale entre les trois ordres (clergé, noblesse et tiers état) et la suppression des privilèges aux « riches roturiers » sont également réclamées. Les doléances sociales portent sur la simplification des procédures judiciaires et la diminution de leurs frais. Les paroissiens demandent que l'argent qu'ils paient pour la réparation des chemins soit effectivement utilisé à cette fin. Enfin, ils réclament que les « mauvais sujets, fainéants et libertins » soient arrêtés et traités comme des vagabonds.
Le 8 août 1792, l'administration civile supprime (pour un temps) la paroisse de Couesmes et la divise entre Vaucé et le Pas.

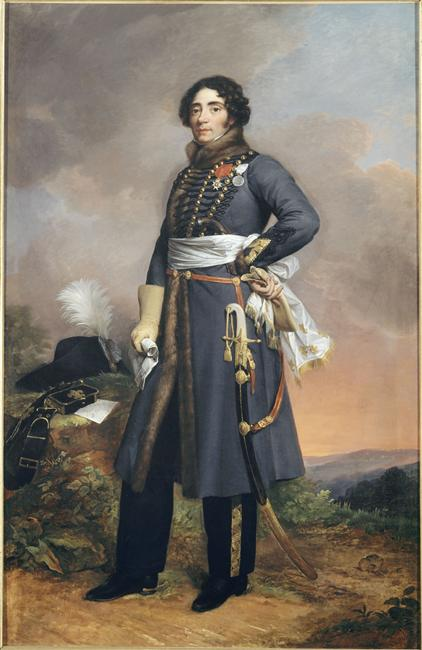
Louis de Frotté, chef de la chouannerie normande, lève des troupes à Couesmes, y séjourne et y mène des opérations.

La commune, favorable aux royalistes, prend les armes, et fournit dès 1793 des combattants à la division d'Ambrières, dont l'état-major est commandé par Alexandre Billard de Veaux puis Charles de Saint-Paul de Lingeard, sous le commandement du général de Frotté, chef emblématique de la chouannerie normande. Frotté, lorsqu'il est de passage dans la division d'Ambrières, séjourne parfois à Couesmes au château de Montcorbeau, comme le relate Billard de Veaux dans ses Mémoires :

« Le retour du général dans la division nous fut annoncé le lundi 15 février, pour le mercredi suivant, au château de Moncorbeau, où nous fûmes le recevoir et d'où nous repartîmes pour Ambrières. »

— Alexandre Billard de Veaux, Bréviaire du Vendéen
Couesmes est souvent le théâtre d'opérations menées par Frotté et Billard, comme l'épisode, sanglant pour les « Bleus », du 4 ou du 15 juin 1796, qui garde le nom d' « affaire du Pas », et dont Billard narre le prélude dans ses Mémoires :

« Le général prit une partie de la colonne, me donna l'autre avec l'ordre de battre les communes de Souscée et Couême par l'est, pendant qu'il les battrait par la partie opposée, et que le premier de nous deux qui rencontrerait l'ennemi l'attaquerait sans le forcer, pour donner le temps à l'autre de le rejoindre. Je n'étais pas au bourg de Couême que quelques coups de feu m'annoncèrent que le général l'avait trouvé, et, à en juger par le feu, qu'il faisait sa retraite par le bourg du Pas. »

— Alexandre Billard de Veaux, Bréviaire du Vendéen
Il est assez courant que les Chouans combattent selon les circonstances dans des divisions différentes. Ainsi, le poste de républicains de Couesmes fut enlevé début 1796 par un détachement de Chouans de la division d'Ernée, que commandait le marquis de Montécot, et qui comptait plusieurs natifs de Couesmes dans ses rangs. En l'an VIII lors de la troisième chouannerie, 13 Chouans sont signalés par la police. À Vaucé, des pillages et incendies sont signalés et des combats sanglants ont lieu entre Chouans et patriotes.

### Époque contemporaine
En 1835, un projet d'annexer Vaucé à Couesmes n'aboutit pas. Ses opposants firent valoir que Vaucé possédait « une église extrêmement vaste, un très beau presbytère », et des halles.

#### Tourmente des inventaires
En 1905, la loi de séparation des Églises et de l'État prévoit l'inventaire des biens des Églises. À Couesmes, cet inventaire doit être accompli le 13 mars 1906 mais échoue devant l'attitude d'une foule nombreuse et indignée, bien que les gendarmes soient venus munis d'une hache. Ces troubles connus sous le nom de « querelle des Inventaires » surviennent dans toutes les provinces de France, mais surtout dans celles où la pratique catholique est forte, ce qui est le cas à Couesmes. Les agents du fisc reviennent le surlendemain appuyés d'une douzaine de gendarmes et d'une compagnie du 130e régiment d'infanterie. Le curé lut une énergique protestation et refusa l'ouverture des portes de l'église. Les sapeurs enfoncèrent alors à coup de hache la porte qui céda au bout d'une demi-heure, sous les huées de 200 manifestants criant « À bas les francs-maçons ! Vive la liberté ! ». Après le simulacre ordinaire d'inventaire, les fidèles assistèrent en réparation aux deux messes de leurs prêtres.

#### Première Guerre mondiale

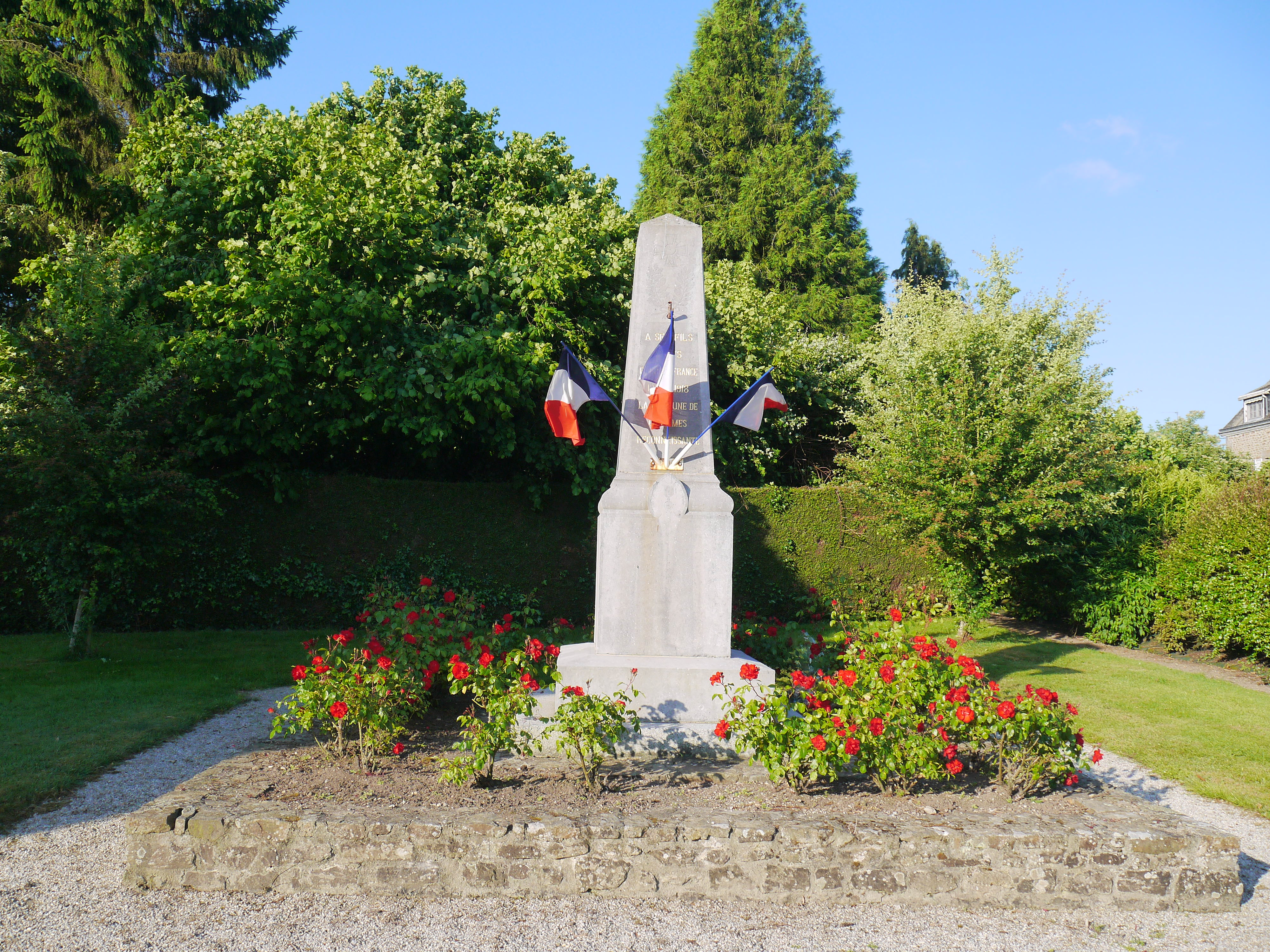
Monument aux morts de Couesmes.

Lors de la Grande Guerre (1914–1918) la commune de Couesmes perd 51 hommes. L’un d’eux, Octave Genouel (1892–1914), caporal du 2e bataillon de chasseurs à pied et instituteur public, a donné son nom à l’école de garçons de Couesmes, où il enseignait. Sur la base du recensement de 1911, le pourcentage des décès durant le premier conflit mondial s’élève à 30,54 % de la génération 20-40 ans de la commune de Couesmes. Un monument aux morts en granit, financé pour moitié par une souscription communale, est inauguré et bénit le 11 juillet 1920. Situé près de l'église, il a été réalisé par un marbrier amboriverain.

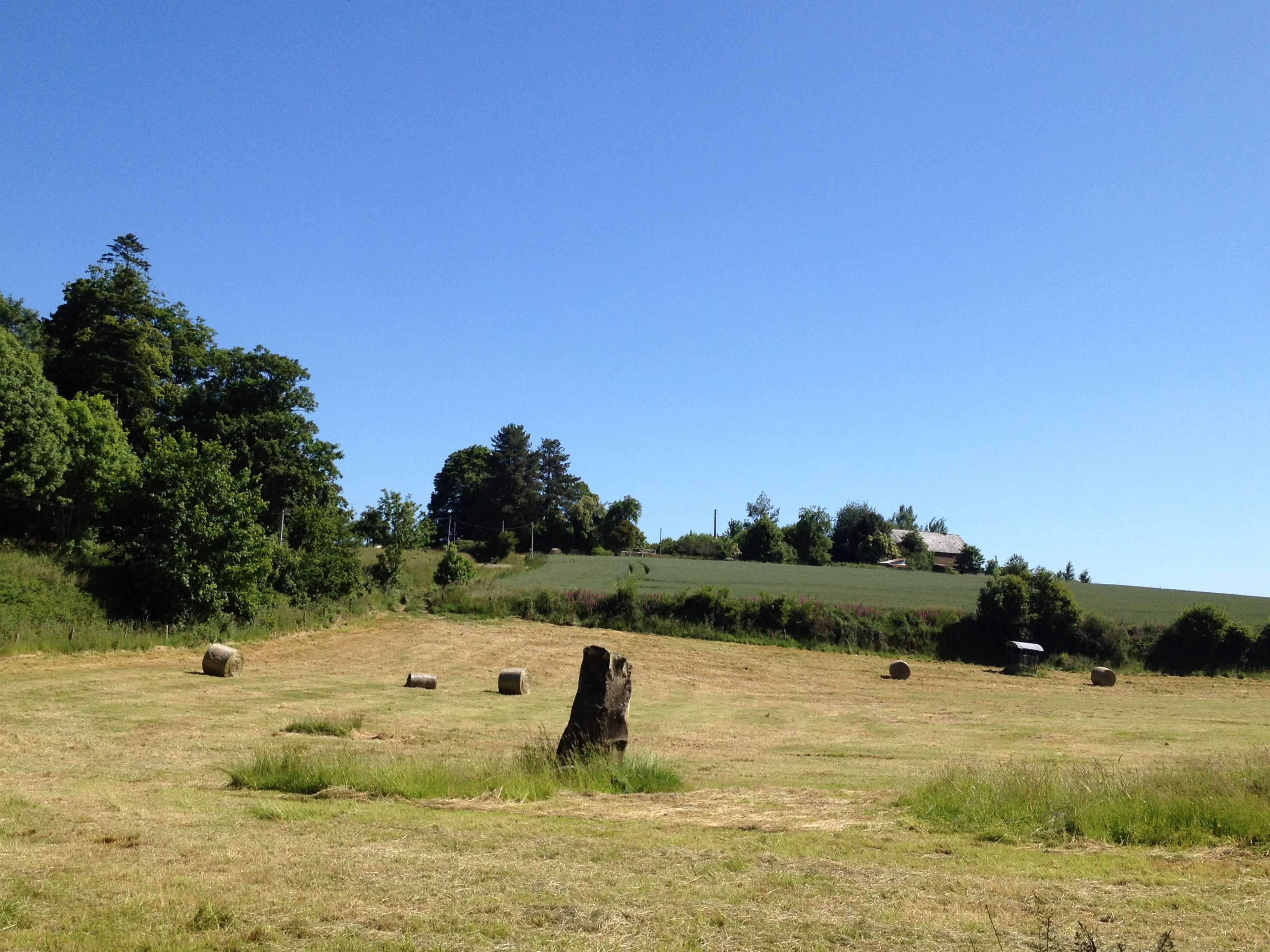
La « route aux Boches », à gauche du menhir de Montcorbeau.

En 1915, cinquante prisonniers allemands sont employés à la confection d'un chemin vicinal partant du château de Montcorbeau pour rejoindre la route de Saint-Fraimbault-sur-Pisse, soit un parcours de 3,6 km. Après plusieurs mois de pourparlers et une inspection des lieux par l'ingénieur en chef du département et le commandant de gendarmerie de Laval, l'ouverture du chantier se fait le 31 mars 1915. Ce matin-là, 315 prisonniers allemands arrivent en gare de Laval, venus du camp de Coëtquidan par train spécial, et sont ensuite envoyés sur divers chantiers du département. Après un ravitaillement en gare de Mayenne, cinquante d'entre eux sont « expédiés » à 10 h 42 à destination de la gare d'Ambrières, d'où ils rejoignent le chantier de Couesmes. Les travaux, très physiques et nécessitant une nourriture constante, dureront plusieurs mois. Surveillés par vingt territoriaux, les prisonniers sont logés au hameau de la Coquerie. Ce fait historique a marqué la population locale : de nos jours, la route concernée est encore appelée vernaculairement « la route aux Boches ».

#### Entre-deux-guerres
En mai 1919, afin d'éviter des erreurs de transmission dans le service postal et le transport des marchandises, le conseil général de la Mayenne décide d'ajouter un complément au nom de la commune. Par décret du 5 août 1919, Couesmes est ainsi renommée Couesmes-en-Froulay, en mémoire de la famille de Froulay, seigneurs fondateurs de la paroisse au XIIe siècle.

#### Seconde Guerre mondiale
La commune perd dix hommes lors de la Seconde Guerre mondiale, dont deux en déportation à Buchenwald.
Comme l'ensemble des communes de la Mayenne, Couesmes-en-Froulay accueille lors de l'exode de 1940 des réfugiés fuyant les départements du nord de la France, dans des hébergements qu'est chargé de trouver le maire. Des témoins de l'Occupation se souviennent d'« une grande entraide dans le village. Il y avait des Parisiens qui venaient en campagne, des réfugiés, etc. Beaucoup de gens de passage ».
En 1942, à la suite de la rafle du Vel d’Hiv, plusieurs réseaux de résistance se créent pour sauver des enfants juifs. Louis Vielpeau, menuisier et futur maire de Couesmes-en-Froulay, héberge pendant quelques mois deux enfants juifs originaires de Paris. Ils fréquenteront les bancs de l'école de Couesmes et, dans un souci d'intégration totale, l'église catholique, devenant même enfants de chœur. Après un départ à Saint-Siméon dans l'Orne pour brouiller les pistes, ils reviendront à Couesmes en 1944 dans une ferme, puis chez le maçon du bourg.
En 1943, Jacques Foccart, résistant, gaulliste historique, membre des services secrets de la France libre à Londres, implante à Couesmes-en-Froulay une antenne de son Réseau Action-Tortue Foccart. Le groupe est dirigé par Clément Letissier, 20 ans, cultivateur au lieu-dit la Mare, qui en décembre 1943 héberge des aviateurs américains, puis début 1944 accepte d'abriter un important dépôt d'armes : deux tonnes d'armement et explosifs qui était destiné au débarquement. Dans la nuit du 9 au 10 mai 1944, à la suite d'une dénonciation, Jacques Vasseur et dix agents de la Gestapo d'Angers arrivent à la ferme de la Mare à 4 h du matin. Encerclée, la famille Letissier ne peut résister, malgré une tentative de Jacques Foccart, qui est contraint de prendre la fuite. Le dépôt d'armes est découvert. L'ensemble de la famille Letissier est questionnée sur place. Après des interrogatoires « musclés », tout le monde est conduit pour de nouveaux supplices à la mairie d'Ambrières. Au même moment, la ferme subit un pillage en règle des Allemands. Tous les membres de la famille sont emprisonnés à Angers pendant un mois : François Letissier et son épouse Louise, les deux fils Roger et Clément, leur fille Solange et son fiancé Pierre Lemière. Les femmes seront ensuite transférées au fort de Romainville, puis déportées dans le camp de Ravensbrück. Les hommes, après dix jours passés à Compiègne, seront déportés dans le camp de concentration de Dachau. Libérée par les troupes américaines, la famille Letissier reviendra miraculeusement au grand complet, en mai 1945. Tous seront faits chevaliers puis officiers de la Légion d'honneur. En 2014, à l'occasion du 70e anniversaire de l'arrestation de la famille Letissier, une plaque commémorative est dévoilée à la ferme de la Mare.
En mai 1944, Élisée Mautaint, résistant emblématique de la lutte clandestine du Sud-Mayenne et recherché par les Allemands, est convoyé à Couesmes-en-Froulay où il est caché.

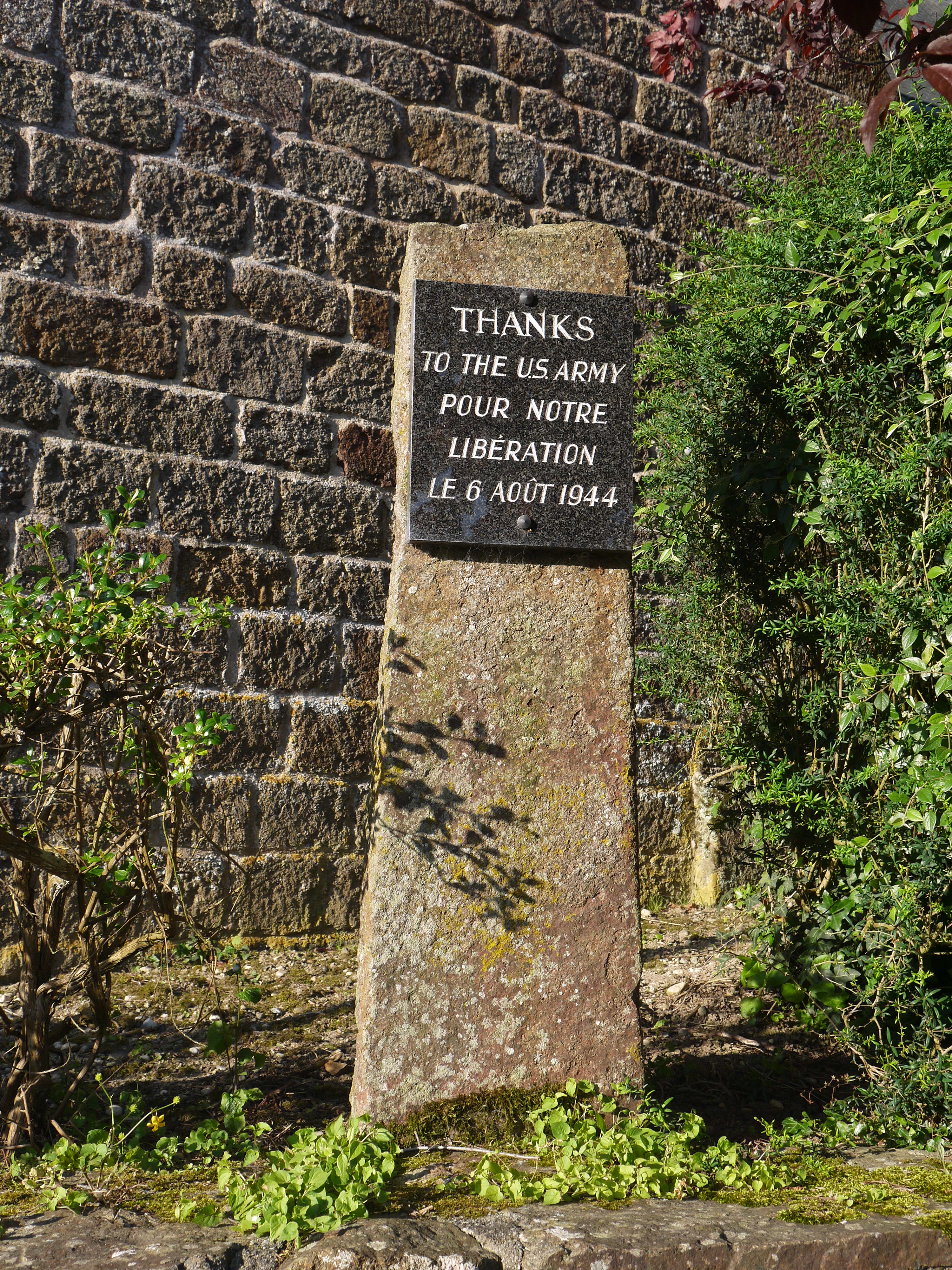
Plaque commémorative de la libération de Couesmes-en-Froulay, le 6 août 1944.

En juillet 1944, à la suite du débarquement allié en Normandie, les bombardements des communes, l'intensité des combats, mais surtout les ordres d'évacuation allemands amènent près de 150 000 Bas-Normands à partir. Trois colonnes de réfugiés traversent la Mayenne en direction du département de Maine-et-Loire, sur des itinéraires fixés par la préfecture de la Mayenne. L'une de ces colonnes entre dans le département par Couesmes-en-Froulay et parcourt la Mayenne du nord au sud en passant par Gorron, Ernée et Craon. Des structures d'accueil et de ravitaillement sont mises en place le long des itinéraires, tandis que la Croix-Rouge, le Secours national, les municipalités et certains habitants tentent de soulager les souffrances des populations. Les comités communaux sont aidés dans leur tâche par les cultivateurs, qui n'hésitent pas à fournir leurs chevaux et leurs fourragères pour transporter les réfugiés d'étape en étape, et par des équipes de jeunes qui aident au chargement et au déchargement des bagages.
Il faut attendre le 3 août 1944 pour que les troupes américaines arrivent en Mayenne, par l'Ouest du département. Le 5 août 1944, la première Jeep arrive dans les rues du village de Couesmes, et est cachée à la hâte dans une grange, avant le passage du dernier convoi allemand, celui qui fit certainement sauter le pont d'Ambrières le soir même pour protéger sa retraite vers l'Est. Les troupes de la 1re armée américaine entrent dans le village le 6 août 1944, sous les acclamations de la population. Depuis, la rue principale de Couesmes fut renommée rue du 6-Août-1944, et chaque année les habitants commémorent la libération de la commune par une petite cérémonie.
En 1944, deux cimetières militaires américain et allemand sont édifiés sur la petite route départementale de Couesmes-en-Froulay à Gorron, au lieu-dit le Petit Domfront. Gérés par les Américains et construits avec l'aide de prisonniers allemands, ces deux cimetières furent soigneusement entretenus par une équipe d’ouvriers venant de Gorron tous les jours. 752 GIs, morts sur les champs de bataille en Normandie, furent inhumés dans le cimetière américain. De 1945 à 1948, chaque année au mois de mai, une cérémonie du Memorial Day y était célébrée, devant plusieurs milliers de personnes. Le cimetière est alors « d'une propreté remarquable » selon la presse de l'époque : « les allées sont ratissées, les tombes uniformément couvertes de gazon, avec une petite croix près de laquelle a été planté un drapeau aux couleurs américaines ». À compter de 1948, la moitié des sépultures ont rejoint le cimetière américain de Saint-James dans la Manche, les autres ont été rapatriées dans leurs familles aux États-Unis. Dans le cimetière allemand, situé à environ 300 mètres, 2 200 soldats de la Wehrmacht furent ensevelis, d'abord dans des tombes creusées individuellement, puis sommairement dans cinq grandes tranchées creusées par des bulldozers. En 1961 les sépultures sont transférées au mausolée allemand du Mont-d'Huisnes. En 2009 et 2010, deux stèles commémoratives sont inaugurées, marquant l'emplacement des deux cimetières provisoires.

#### Fusion avec Vaucé

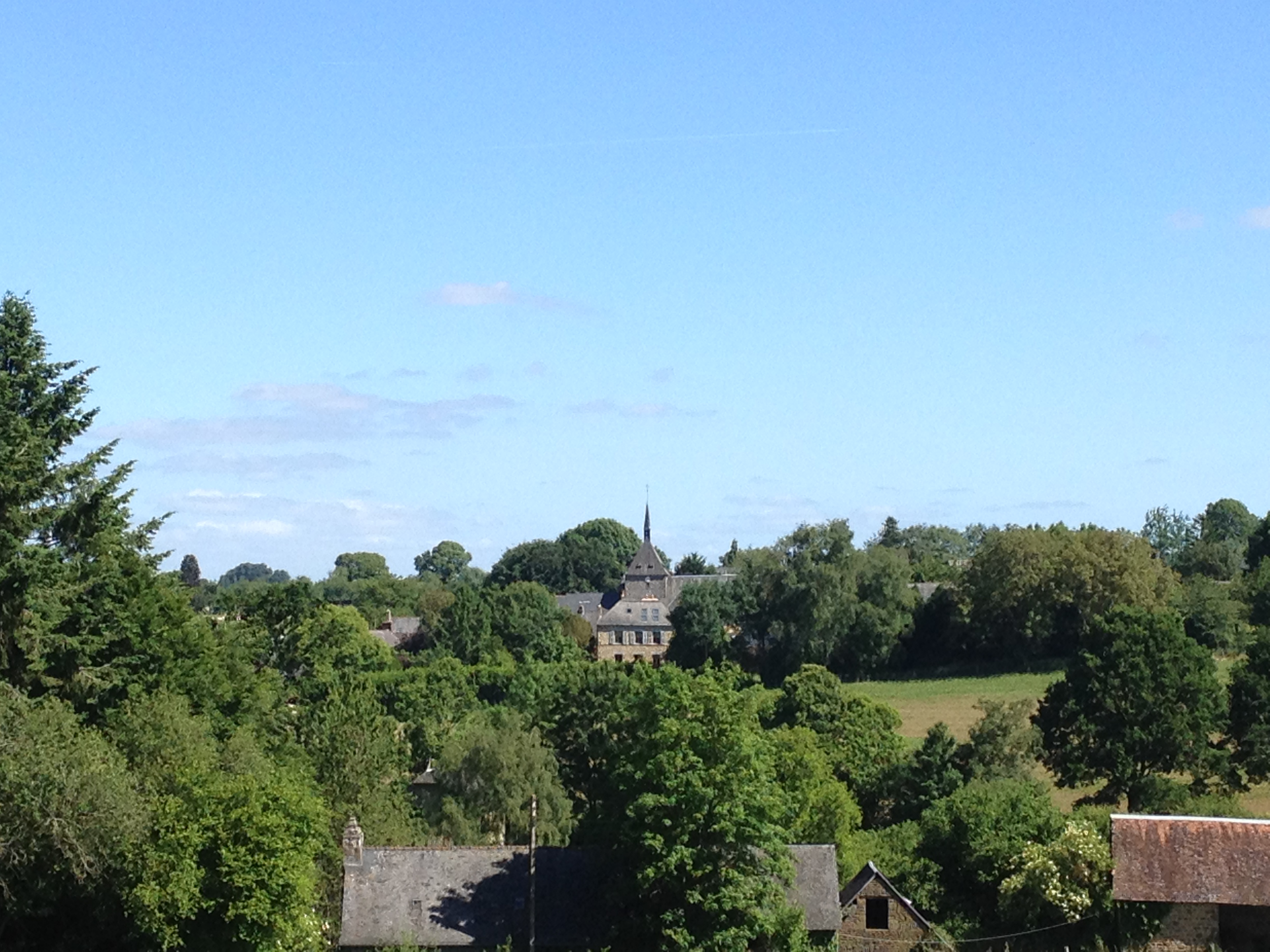
Le village de Vaucé.

Le 1er janvier 1973, Couesmes-en-Froulay (618 habitants en 1968) fusionne avec Vaucé (144 habitants), au nord-ouest du territoire. La commune ainsi formée prend le nom de Couesmes-Vaucé, Vaucé conservant alors le statut de commune associée. La nouvelle commune n'a plus qu'un seul et même budget, ce qui permit, compte tenu des majorations de subventions prévues, de faire bénéficier Couesmes-Vaucé d'équipements nouveaux nécessaires aux deux communes associées. « Vaucé n'est pas absorbée. Les deux communes se sont unies pour vivre », devait déclarer le sous-préfet lors de la séance d'installation.
La fusion devient totale le 1er janvier 2014.

## Politique et administration
La mairie est située au numéro 25 de la rue du Bocage, dans les locaux de l'ancienne école Octave Genouel.

### Intercommunalité
La municipalité est membre de la communauté de communes du Bocage Mayennais depuis sa création le 17 décembre 1993.
Auparavant elle était membre du Syndicat du Bocage Mayennais, créé en 1979.

### Administration municipale
Le nombre d'habitants à Couesmes-Vaucé étant supérieur à 100 et inférieur à 499, le nombre de conseillers municipaux est de 11, dont le maire et trois adjoints.
De 1973 à 2014, l'un des conseillers est maire délégué de la commune associée de Vaucé.

### Jumelages
Au 1er janvier 2022, Couesmes-Vaucé n'est jumelée avec aucune commune.

## Population et société

### Démographie

#### Évolution démographique
L'évolution du nombre d'habitants est connue à travers les recensements de la population effectués dans la commune depuis 1793. Pour les communes de moins de 10 000 habitants, une enquête de recensement portant sur toute la population est réalisée tous les cinq ans, les populations de référence des années intermédiaires étant quant à elles estimées par interpolation ou extrapolation. Pour la commune, le premier recensement exhaustif entrant dans le cadre du nouveau dispositif a été réalisé en 2006.
En 2022, la commune comptait 377 habitants, en évolution de +3,01 % par rapport à 2016 (Mayenne : −0,73 %, France hors Mayotte : +2,11 %).
Couesmes a compté jusqu'à 1 638 habitants en 1836. C'est en 1806 que Vaucé avait atteint son maximum démographique avec 437 habitants.
En janvier 2022, une agente recenseuse anglo-irlandaise est recrutée par la commune pour faciliter le recensement de la population britannique, et à cette occasion le village de Vaucé fait l'objet d'un reportage dans le Journal de 13 heures de TF1.
| 1793  | 1800  | 1806  | 1821  | 1831  | 1836  | 1841  | 1846  | 1851  |
| ----- | ----- | ----- | ----- | ----- | ----- | ----- | ----- | ----- |
| 1 334 | 1 628 | 1 615 | 1 551 | 1 600 | 1 638 | 1 548 | 1 492 | 1 450 |

| 1856  | 1861  | 1866  | 1872  | 1876  | 1881  | 1886  | 1891  | 1896  |
| ----- | ----- | ----- | ----- | ----- | ----- | ----- | ----- | ----- |
| 1 431 | 1 416 | 1 417 | 1 325 | 1 307 | 1 206 | 1 204 | 1 179 | 1 138 |

| 1901  | 1906  | 1911 | 1921 | 1926 | 1931 | 1936 | 1946 | 1954 |
| ----- | ----- | ---- | ---- | ---- | ---- | ---- | ---- | ---- |
| 1 100 | 1 045 | 993  | 904  | 817  | 848  | 825  | 759  | 723  |

| 1962 | 1968 | 1975 | 1982 | 1990 | 1999 | 2006 | 2011 | 2016 |
| ---- | ---- | ---- | ---- | ---- | ---- | ---- | ---- | ---- |
| 675  | 618  | 643  | 498  | 451  | 383  | 388  | 390  | 366  |

| 2021 | 2022 | - | - | - | - | - | - | - |
| ---- | ---- | - | - | - | - | - | - | - |
| 377  | 377  | - | - | - | - | - | - | - |

| 1793 | 1800 | 1806 | 1821 | 1831 | 1836 | 1841 | 1846 | 1851 |
| ---- | ---- | ---- | ---- | ---- | ---- | ---- | ---- | ---- |
| 395  | 359  | 437  | 422  | 404  | 432  | 405  | 350  | 320  |

| 1856 | 1861 | 1866 | 1872 | 1876 | 1881 | 1886 | 1891 | 1896 |
| ---- | ---- | ---- | ---- | ---- | ---- | ---- | ---- | ---- |
| 330  | 302  | 294  | 298  | 291  | 290  | 273  | 262  | 231  |

| 1901 | 1906 | 1911 | 1921 | 1926 | 1931 | 1936 | 1946 | 1954 |
| ---- | ---- | ---- | ---- | ---- | ---- | ---- | ---- | ---- |
| 240  | 231  | 233  | 171  | 172  | 157  | 160  | 148  | 161  |

| 1962 | 1968 | - | - | - | - | - | - | - |
| ---- | ---- | - | - | - | - | - | - | - |
| 159  | 144  | - | - | - | - | - | - | - |

#### Immigration
En 2018 d'après l'INSEE, Couesmes-Vaucé compte 17,2% d'habitants nés à l'étranger (principalement au Royaume-Uni), ce qui en fait la 4e commune mayennaise comptant la plus forte part d'immigrés dans sa population. D'autres sources municipales, incluant les résidents occasionnels, font état d'environ 50% d'anglais à Couesmes-Vaucé avant le Brexit, et plus de 50% à Vaucé en 2010.

### Enseignement

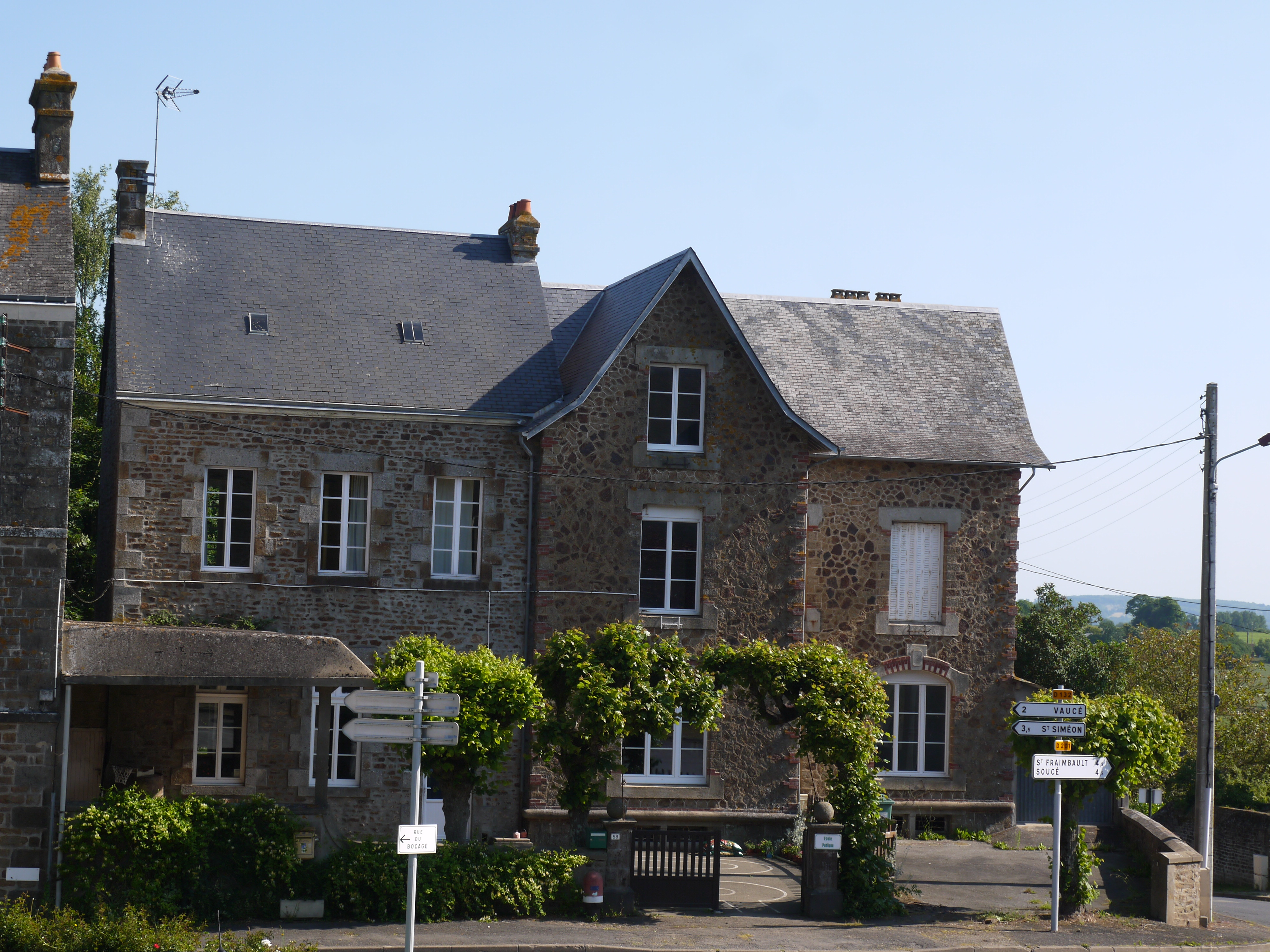
Ancienne école des filles, devenue l'école maternelle de Couesmes-Vaucé.

L'école des garçons de Couesmes-en-Froulay portait le nom d'Octave Genouel, instituteur tué pendant la Première Guerre mondiale. Elle a été construite en 1867 et dissoute entre 1973 et 1990. Les bâtiments abritent actuellement la mairie. L'école des filles, tenue par les sœurs de la Providence d'Alençon, était située au centre du bourg, dans un petit bâtiment rénové en 1868. En 1899, les 2 écoles de Couesmes accueillaient 189 élèves.
En 1970, l'école comportait deux unités : une école primaire installée dans l'ancienne école des garçons et une classe préparatoire dans l'ancienne école des filles, sur la place centrale du village.
En 1977 est créé un regroupement pédagogique intercommunal (RPI), géré par un syndicat intercommunal à vocation scolaire (SIVOS) et composé de cinq classes sur trois sites : Couesmes, Vaucé et Soucé. Faute d’effectif, la classe unique de Vaucé a dû fermer en 1980, malgré les protestations des élus, parents et enseignants. Après 1980, Couesmes regroupait les maternelles et le CP. Les deux classes de CE et CM se trouvaient à Soucé. Faute d’effectif, les écoles ont fermé définitivement leurs portes en juillet 2015.
Depuis 2015, la commune fait partie du regroupement pédagogique intercommunal concentré (RPIC) des Vallées, nouvellement créé et situé à Ambrières-les-Vallées.

### Santé
Une activité hospitalière exista à Couesmes au XIIe siècle lorsqu'une léproserie y fut fondée vers 1170 par Guillaume de Tracy, chevalier et seigneur anglo-normand, qui par la suite se fit connaître en étant l'un des quatre assassins de Thomas Becket. Malgré l'affluence des biens accordés, l'établissement n'a plus de raison d'être deux ou trois ans plus tard, faute de malades. À la demande d'Henri II Plantagenêt, roi d'Angleterre, la dotation constituée par Guillaume de Tracy est alors attribuée par Guillaume, évêque du Mans, au prieuré augustinien d'Yvrandes, affilié au prieuré des chanoines du Plessis-Grimoult.
L'emplacement de cette léproserie n'est pas connu avec certitude mais il est très probable qu'elle fut située à la frontière entre Couesmes et Vaucé, près de Montcorbeau, puisque Jaillot indiquait à cet emplacement un gué de la Maladrie en 1706. Une maladrie, ou maladrerie, désignait un hôpital pour lépreux au Moyen Âge. La croix de la Maladrie, le pré de la Maladrie et le pâtis de la Maladrie figuraient au même endroit sur le cadastre napoléonien de 1839. D'après l'abbé Angot, le champ de la maladrerie est légué en 1530 à la Chapelle Saint-Julien.
Un chirurgien exerçait à Couesmes avant la Révolution, il avait été appelé par le curé de Couesmes, qui le rétribuait lui-même.
Actuellement il n'y a pas de médecin à Couesmes-Vaucé. Le cabinet le plus proche se trouve à Saint-Fraimbault, village distant de 5 km. L'EHPAD le plus proche se trouve au Pas, à 3 km. Un centre hospitalier est installé à Mayenne.

### Manifestations culturelles et festivités
En mars 1891, L'Avenir de la Mayenne, hebdomadaire local, rapporte une « fête de nuit », organisée par le curé de Couesmes avec procession aux flambeaux, concert, sermon, feu d'artifice, le tout dans un « décor féérique ».
Après 34 ans sans fête dans la commune, la municipalité organise de 1946 à 1993 une fête communale, d'abord au mois de septembre, puis chaque été au mois d'août. Au programme courses cyclistes régionale et communale, courses à pied, majorettes, fête foraine et jeux divers en journée, radio-crochet, retraite aux flambeaux, bal avec orchestre et feu d'artifice en soirée.
En 1950, l'instituteur adjoint du village fonde et dirige une batterie-fanfare qui animera jusqu'en 1955 les fêtes communales de Couesmes-en-Froulay et des villages voisins de Saint-Fraimbault et Le Pas.
De 1972 à 1995, les habitants de la commune participent à une compétition de jeux intervillages contre les communes voisines.
En septembre 1999, les Virades de l'espoir du canton d'Ambrières sont organisées à Couesmes.
Sont aussi organisés selon les années par le comité des fêtes, concours de pêche à la truite à l'étang de la route de Soucé en juillet, repas champêtre avec soirée dansante en août, concours de belote, folklore normand à Vaucé, concours de ball-trap, exposition archéologique…
Depuis 2019, le bar-restaurant Le Jardin de Froulay accueille cinq à six concerts par an, ainsi qu'un open mic musical et une jam session une fois par mois.

### Sports

#### Football
Un club de football existait à Vaucé en 1930 : l'US Vaucéenne,.
À Couesmes, le club de l'AS Couesmes, renommé FC Couesmes-en-Froulay à l'été 1941, est actif sous l'Occupation allemande. Le club dispose d'une équipe réserve, et dispute de 1941 à 1943 les challenges Boëda et Godart,, opposant des équipes du Nord-Mayenne et du Sud de l'Orne, ainsi que des matches amicaux. En 1947, Vaucé et Soucé sont associées au sein d'une même équipe, entraînée par le curé de la paroisse de Vaucé. En 1948, les joueurs de Couesmes, Vaucé et Soucé s'allient pour former l'Entente Soucéenne, qui participera aux championnats de la FFF durant une dizaine d'années.
En 1970, le comité des fêtes de Couesmes s'associe avec le club voisin de Le Pas Sports pour organiser le premier tournoi de football de la commune, rassemblant 20 équipes des communes environnantes, des poussins aux vétérans, en passant par les féminines. Ce tournoi perdurera jusqu'en 1975, et sera organisé sur des terrains situés route de la Broutière ou au Rocher. Par ailleurs, dans les années 1970 les équipes vétérans et féminines de Couesmes participent à des tournois locaux, notamment celui du Pas qu'elles remportent en 1973.
De nos jours, les pratiquants de football de Couesmes-Vaucé sont accueillis dans les effectifs du club de Le Pas Sports, auquel la commune de Couesmes octroie une subvention annuelle.

#### Autres sports et loisirs
Des années 1940 à 1980, conjointement à la fête communale, une course cycliste interrégionale est organisée chaque été, sous le contrôle du Véloce Club Mayennais puis l'Etoile Cycliste Mayennaise. Il s'agit d'une course ouverte aux amateurs et indépendants 3e et 4e catégories ainsi qu'aux juniors, sur un parcours de 4 à 11 tours dans les villages voisins du Pas, de Soucé et de Vaucé, pour un total d'une centaine de kilomètres.

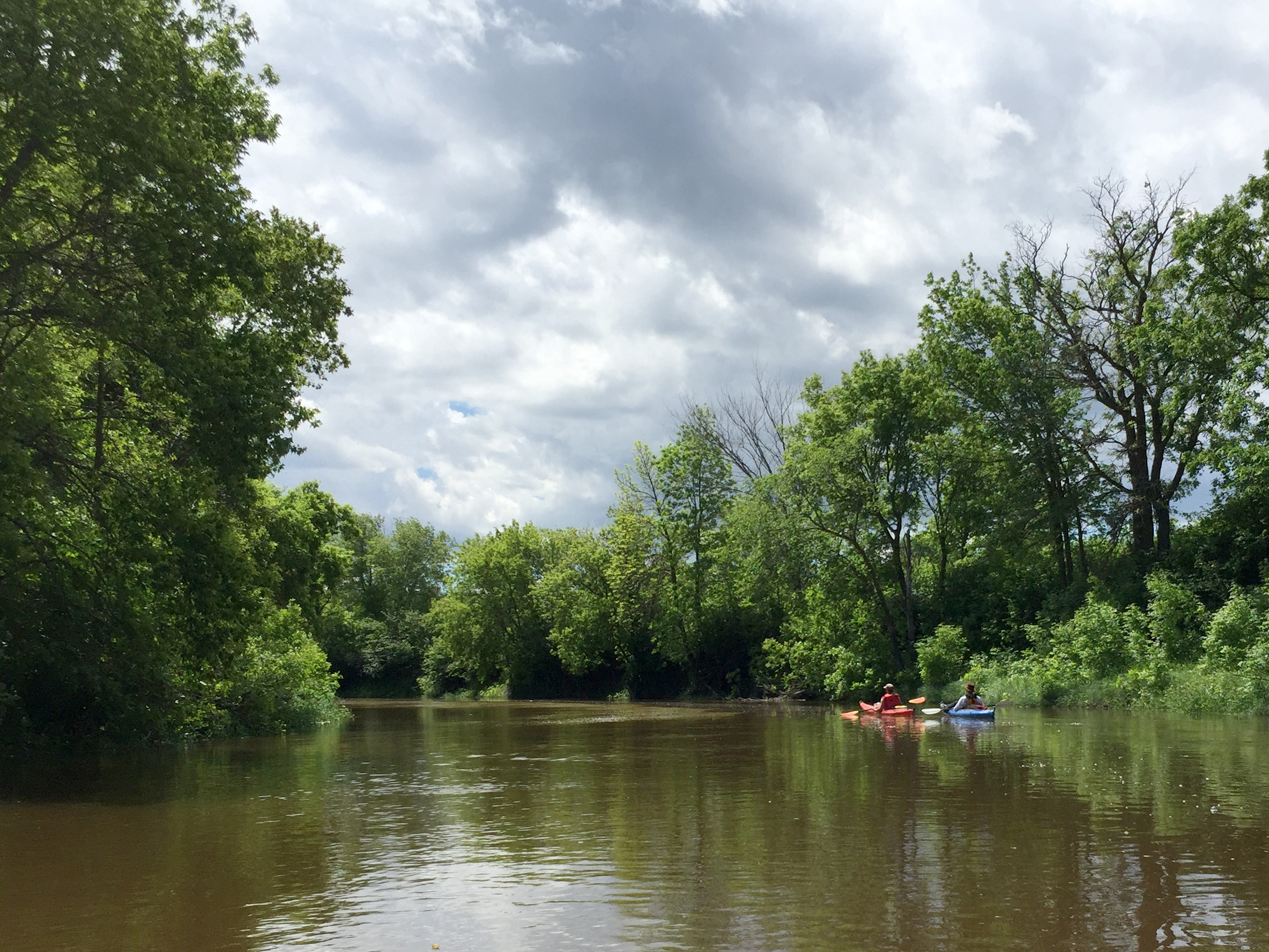
Descente de rivière en canoë-kayak.

Depuis 1959, le Canoë Kayak Club d'Ambrières organise, en compétition ou en loisir, une descente de la Varenne de 8 km à partir d'un point d'embarquement/débarquement situé sur l'ancien barrage et moulin de la Broutière.
La société de chasse de la Saint Hubert fut créée en 1961 et perdure aujourd'hui. Hormis la pratique de la chasse de loisirs, la société gère le patrimoine cynégétique de la commune sur 400 hectares, par des opérations de repeuplement (lâcher de perdrix et de faisans) ainsi que la destruction des espèces nuisibles, en particulier le renard.
De 1994 à 2017, la course autocross de poursuite sur terre est l'événement phare du village. Devenue une référence pour les pilotes du Grand Ouest, elle se déroule au circuit de la Rogerais et est organisée par le comité des fêtes et l'ASAM du Launay.
En mai 2004, la commune accueille le départ du 5e Tour du Bocage Cycliste Mayennais, pour un contre-la-montre individuel de 10,2 km.
En juin 2006, la deuxième étape des Boucles de la Mayenne passe par Couesmes et Vaucé.
En août 2019, la commune accueille une compétition du championnat de France de tracteur pulling, sur un terrain situé au lieu-dit Les Biais.
En mai 2021, la première étape des Boucles de la Mayenne passe par Couesmes-Vaucé.
Une boucle de la Vélo Francette, vélo-route reliant la Normandie à l'Atlantique, passe sur le territoire de la commune, au lieu-dit La Passonais. Cette boucle de 26,5 km est intitulée « Couvrir St-Fraimbault de fleurs » et il s'agit d'une balade à vélo autour du village fleuri de Saint-Fraimbault et de ses vergers, sur de petites routes de campagne à très faible circulation.

### Médias

#### Presse écrite
La presse écrite locale est principalement dominée par Ouest-France et son édition Nord-Mayenne, le Courrier de la Mayenne et son édition Nord et Le Publicateur Libre. Des correspondants locaux couvrent l'actualité de la commune.

#### Télévision
La télévision numérique terrestre est disponible sur la commune et diffuse trente-et-une chaînes nationales au 1er janvier 2022. La chaîne France 3 émet deux décrochages locaux qui proposent les journaux télévisés de France 3 Pays de la Loire et France 3 Normandie.

#### Radio
Treize radios nationales peuvent être reçues à Couesmes-Vaucé. Les radios locales captées sur la commune sont France Bleu Mayenne, Radio Fidélité Mayenne, France Bleu Basse Normandie et Tendance Ouest Orne.

### Postes et télécommunications
L'internet haut débit de type ADSL est accessible à Couesmes-Vaucé depuis le 12 juillet 2005.
Au 1er janvier 2022, moins d'un quart des logements du village est éligible à la fibre optique, qui est encore en cours de déploiement en dehors du bourg ou en cours d'étude à Vaucé.
Selon l'ARCEP la commune dispose d'une couverture mobile 4G à plus de 99% par les 4 opérateurs principaux depuis 2020, après avoir été longtemps en « zone blanche ». Au 1er janvier 2022, aucun opérateur ne dispose d'un réseau 5G couvrant la commune.

### Cultes

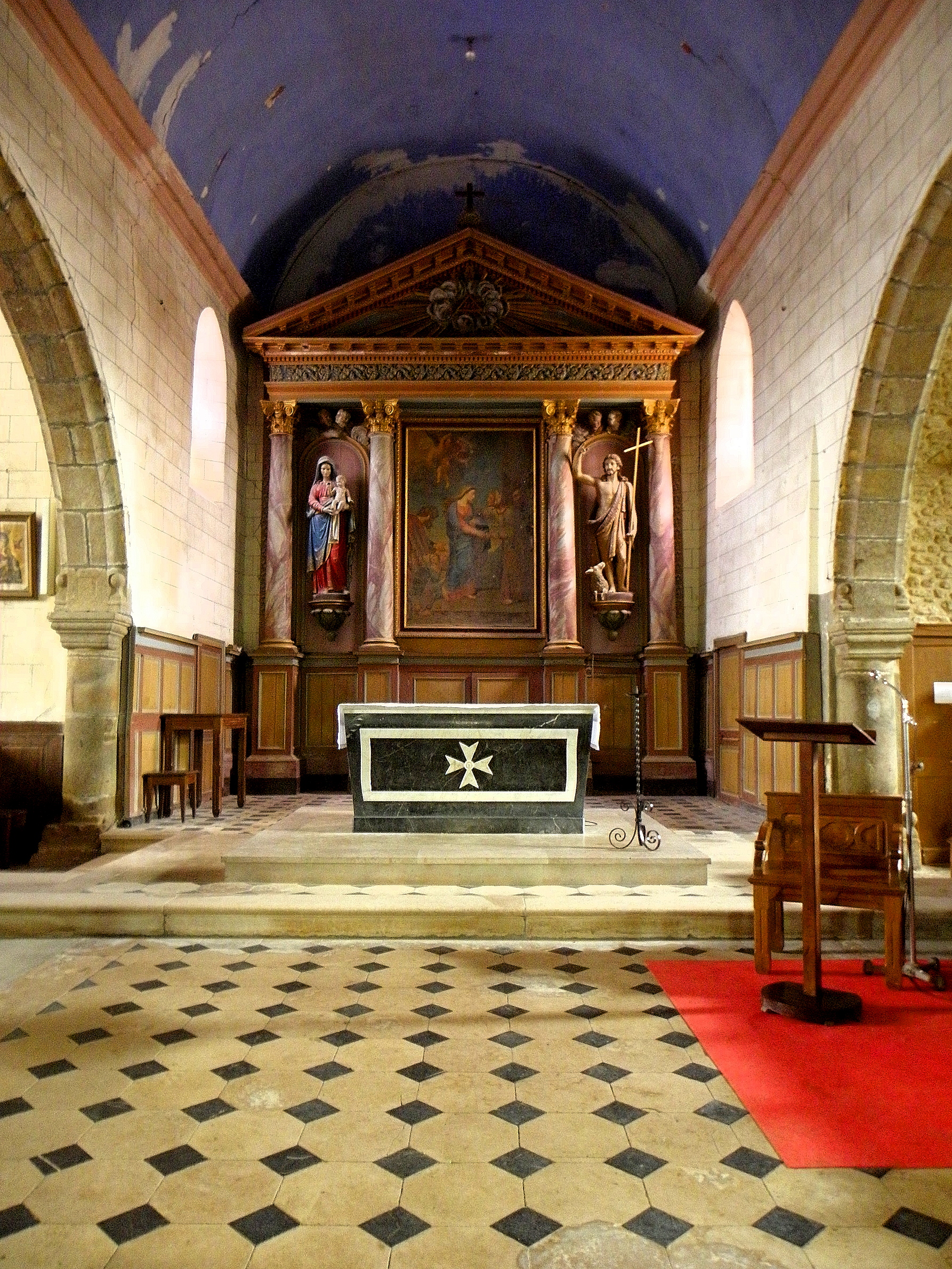
Chœur de l'église Saint-Julien.

Le culte catholique est pratiqué à l'église Saint-Julien de Couesmes et à l'église Saint-Pierre de Vaucé.
La commune abrite un nombre assez important de croix du XVIIe et XIXe siècles. Des calvaires disséminés dans la campagne témoignent également des racines chrétiennes de la Mayenne. Au lieu-dit Fontenay, un oratoire dédié à Saint-Joseph, construit vers 1890 et restauré en 2005, attire l'attention par sa majestueuse statue argentée de Saint-Joseph portant l'Enfant Jésus. Léon XIII, pape de 1878 à 1903, avait accordé en 1891 une indulgence plénière à la visite de cet oratoire sur le mur duquel des ex-voto, dont un de 1901, rappellent son importance dans la vie locale de l'époque.
En février 1926, le quotidien La Mayenne rapporte une mission paroissiale de plusieurs jours, avec en clôture de mission une manifestation religieuse dominicale rassemblant un cortège de 2000 personnes parcourant les rues du village en l'honneur de Sainte Thérèse de Lisieux, puis processionnant en l'honneur du Christ de l'église jusqu'à la croix de mission édifiée à Montcorbeau, les rues et maisons du bourg étant pour l'occasion transformées par de « superbes décorations », guirlandes en houx, lierre et gui garnies de roses multicolores, et cinq arcs de triomphe décorés avec le même soin.
Notre-Dame de Pontmain est également particulièrement vénérée à Couesmes-Vaucé, puisque outre une croix de Pontmain en campagne de Couesmes, un vitrail et une statue lui sont dédiés en l'église de Vaucé, ainsi qu'une statue, d'une inhabituelle couleur blanche, en l'église de Couesmes.
En 2022, les églises de Couesmes et de Vaucé font partie de la paroisse Notre-Dame-sur-la-Varenne, présente dans les 9 clochers de l'ancien canton d'Ambrières-les-Vallées.

## Économie

### Implantation anglaise
Après près de deux siècles d'un exode rural qui a conduit à la disparition de la majorité des commerces du village, l'économie de la commune est redynamisée dès 1989 par l'implantation de la communauté anglaise, qui y achète résidences secondaires ou principales, attirée par le calme et les paysages pittoresques du bocage mayennais, l'ancienneté des maisons rurales et les prix de l'immobilier bas, et tient une bonne partie des gîtes, commerces et restaurants du secteur. En 1991 Couesmes-Vaucé se distingue déjà en étant malgré sa petite taille la commune mayennaise où les anglais sont les plus nombreux. En 2006, alors que le dernier commerce local, qui est aussi un bar, vient d'être repris par un anglais, le Sunday Times, journal le plus lu en Grande-Bretagne, évoque dans un éditorial caustique ce « bar tombé aux mains d'un Brit », exemple typique d'une « invasion britannique » que la France déplorerait et qui mettrait le village en péril. Pourtant, les efforts d'intégration des anglais de Couesmes-Vaucé sont notables : ils organisent des fêtes, s'investissent dans la commune en participant à l'équipement des écoles ou aux décorations de Noël. Le propriétaire du bar local est de nouveau mis à l'honneur en mai 2009 lorsque le New York Times consacre un reportage aux conséquences de la crise financière et économique sur les anglais du Nord-Mayenne.

### Tourisme
En 2022 la commune dispose de 8 maisons d'hôtes, d'un bar-restaurant, d'un camping et d'une aire d'embarquement pour canoë-kayak.

## Culture locale et patrimoine

### Lieux et monuments
- L'église Saint-Julien-du-Mans de Couesmes, de style gothique, a été bâtie à des époques différentes à partir du IXe ou Xe siècle.
- L'église Saint-Pierre de Vaucé, romane, remaniée au XVe siècle, abritant une cloche en bronze de 1817 classée à titre d'objet aux Monuments historiques en 1942[161].

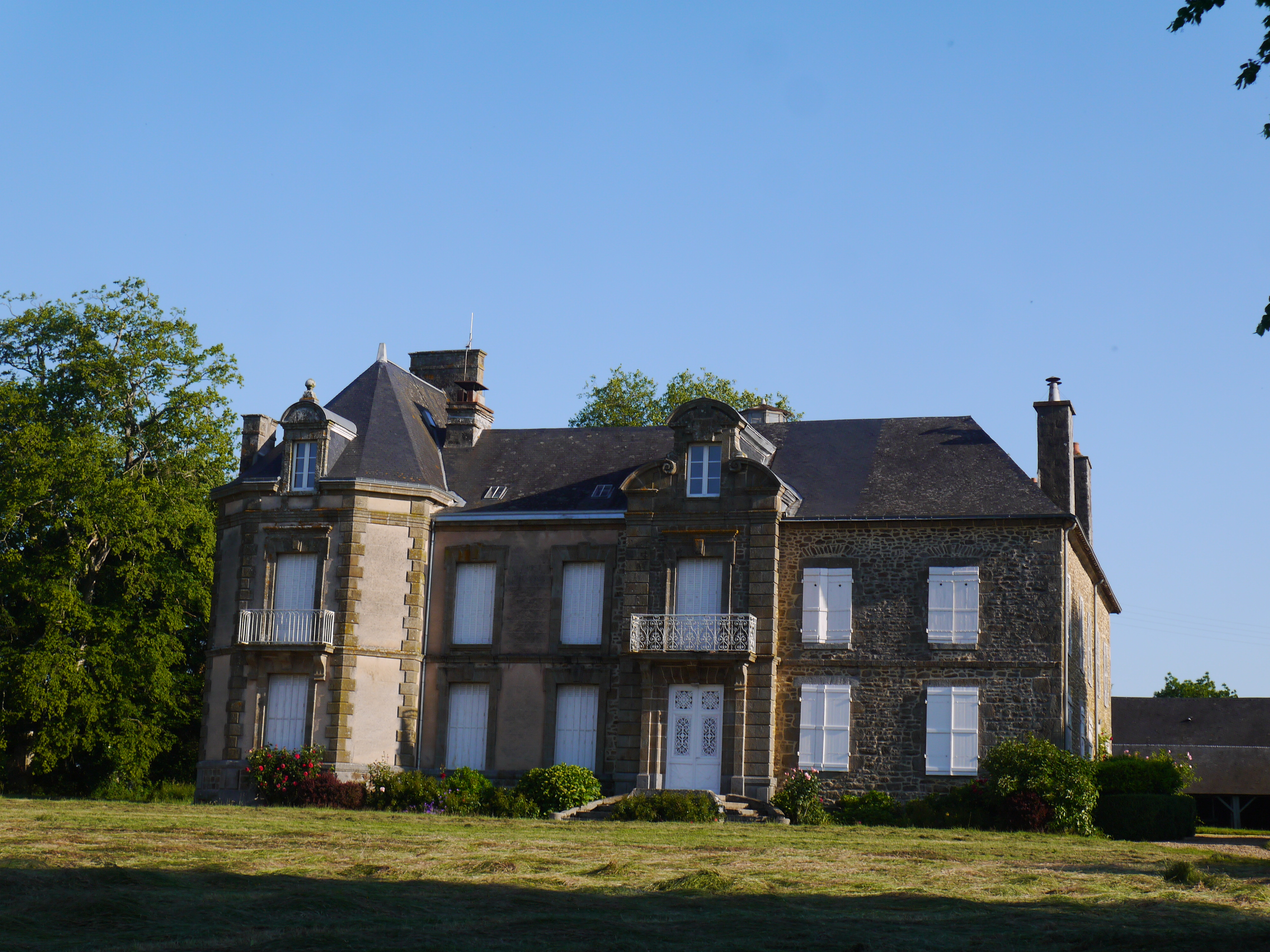
Château de Montcorbeau.

- Le château de Montcorbeau, construit avant le XVe siècle, rénové au XIXe siècle et à la fin du XXe siècle, s'élève au milieu d'un parc aux allées ombragées d'arbres séculaires, à flanc de vallée, et est entouré d'un étang et d'une bibliothèque ancienne sise aux abords extérieurs du château. Sa motte féodale était encore visible vers 1820. Il a appartenu successivement aux seigneurs de Torcé, de Sallaines, du Bailleul puis de Vaufleury[162], toujours transmis par héritage jusqu'à sa vente le 16 juin 1783 par François de Vaufleury, seigneur de Saint-Cyr et du Bailleul, à René Guillart de Fresnay (1728-1805), écuyer, seigneur de la Foucherie, garde du corps du roi puis officier commensal, qui y fixa sa résidence. Il est depuis resté de père en fils ou par alliance la propriété familiale jusqu'au XXIe siècle, et les fils et petit-fils Guillart de Fresnay, tous deux maires de Couesmes, y mourront[163]. On trouve à l'intérieur de ce château moderne une dalle de cheminée représentant le blason de la famille Guillart de Fresnay, avec en relief deux lions surmontés de la couronne royale[164].

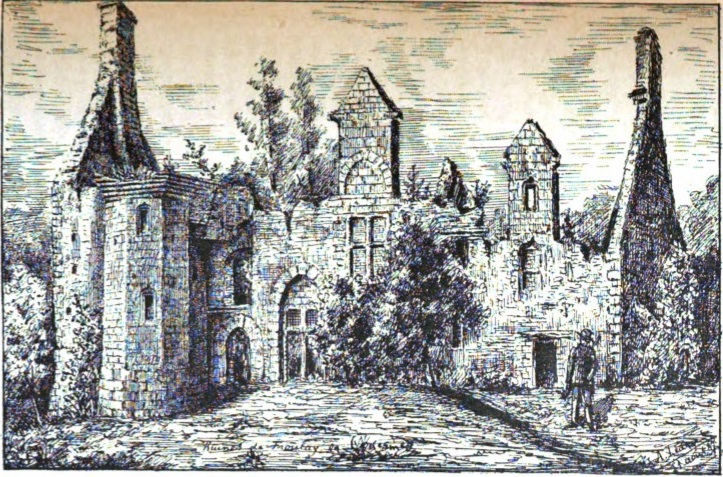
Dessin du manoir de Froulay par l'abbé Ledru (1889).

- Le manoir de Froulay, daté de la fin du XVe siècle, que fit construire sur les ruines d'un château plus ancien détruit au siècle précédent Jean de Froulay, nommé capitaine de Domfront par le duc d'Alençon de 1487 à 1505, était le siège d'une seigneurie importante vassale d'Ambrières. Ce château, modeste par les dimensions, riche par le style, fut incendié accidentellement après la mort de Jean en 1505[165]. Il resta propriété de la famille de Froulay jusqu'à sa confiscation lors de la Révolution française, et à sa vente nationale en 1794 à un aventurier, célèbre pour ses pillages et ses escroqueries, le général révolutionnaire François Dutertre, originaire de Mayenne. En 1885 et 1889, dans le Bulletin de la Commission historique et archéologique de la Mayenne, y sont décrites les ruines du manoir, situé sur un emplacement pittoresque à l'extrémité d'un promontoire élevé qui domine le lit encaissé de la Varenne et la vallée abrupte et sauvage du ruisseau de Froulay[166], et dont on distingue, à gauche du château, une tour d'escalier octogone, fort élégante. En pénétrant par une porte grillée on se trouve dans une grande chambre encombrée de débris et remarquable par une cheminée à manteau. On devine trois autres chambres et au second étage des petites cheminées ainsi que des pignons aigus. Le style architectural assigne bien nettement à ce logis la date de la Renaissance[167]. La chapelle de Saint-Georges n'a disparu que depuis 1825[168]. Au XIXe siècle, une partie des matériaux du château a servi à édifier les bâtiments de la ferme dont il fait aujourd'hui partie.
- L'ancien moulin de la Broutière, situé sur la Varenne, dépendait de la seigneurie de Froulay[169]. La première trace connue de ce moulin date du XIIe siècle sous le toponyme molendini de Brooteria[30].

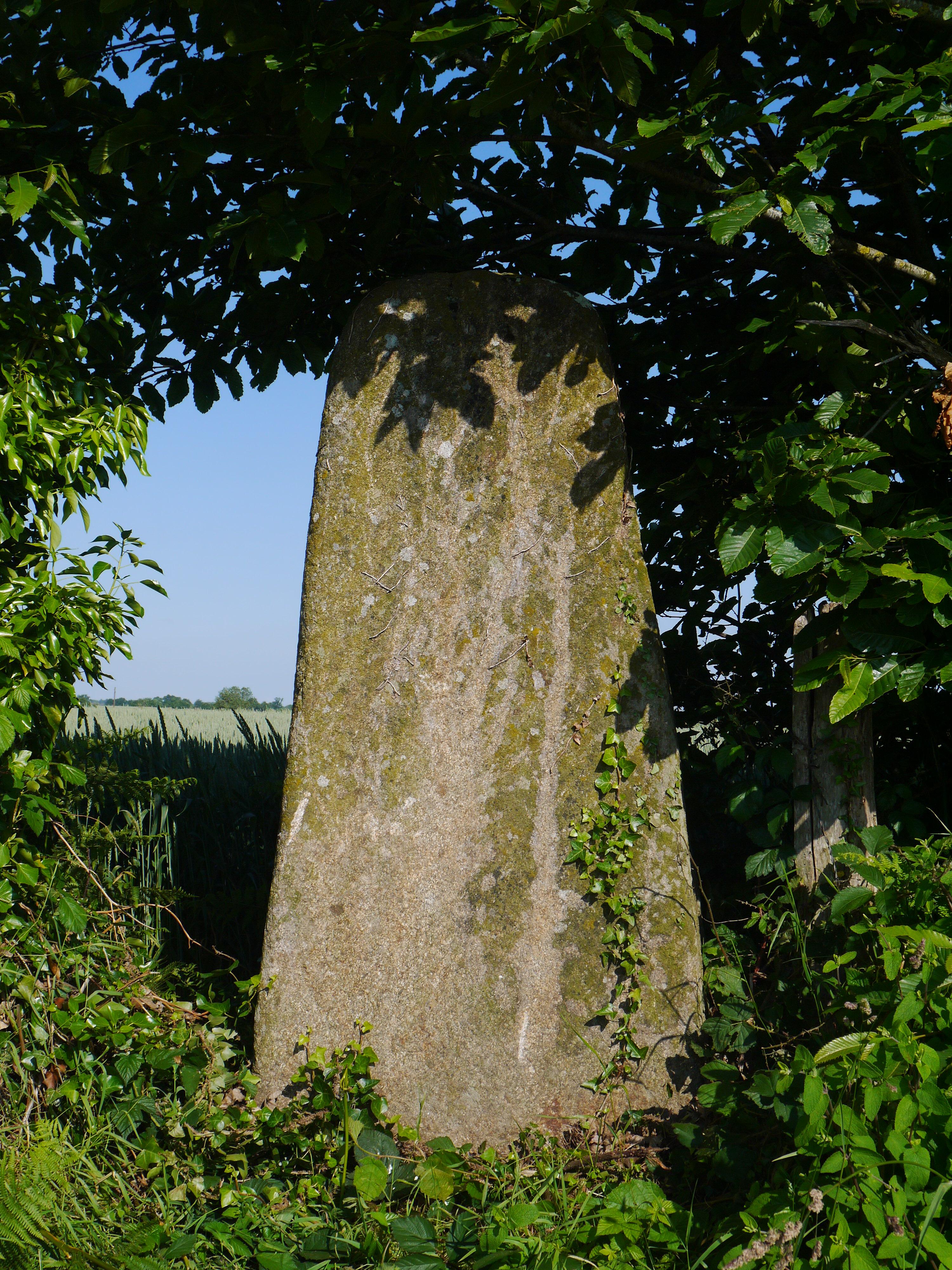
Stèle gauloise du Petit-Domaine.

- La stèle gauloise du Petit-Domaine fait partie des stèles mayennaises de la Gaule indépendante. Il s'agit d'une stèle de granit de l'âge du fer (vers 400 av. J.-C.) de 2,45 m de haut, avec deux cannelures horizontales aux deux-tiers de la hauteur[170]. Elle ressemble aux stèles de l'Ouest de l'Armorique, qui marquaient l'emplacement d'une nécropole à incinération. Ce lec'h initialement situé dans un champ fut découvert une première fois en 1934. Il est aussitôt signalé par le curé de Couesmes à la Commission historique et archéologique de la Mayenne, qui l'authentifie et préconise de le retirer du trou où il est enfoui. Une subvention de 100 francs est votée à cet effet[171] mais le fermier recula devant les frais supplémentaires que nécessitait son enlèvement. Grossièrement enterrée, ce qui en faisait un ennui et une gêne pour le laboureur, la stèle fut déterrée en 1957 : on voulait la démolir pour en faire une table d'autel[172]. Devant la menace que constituait ce projet, le Ministère de la Culture prit une décision d'« instance de classement » la même année[173]. Elle resta enterrée jusqu'en 1977, date à laquelle elle fut redécouverte grâce aux sondages effectués par Gilbert Foucher et Bernard Pivette, archéologues amateurs, puis érigée en bordure de la route de Soucé en août 1978, grâce à la participation financière du syndicat d'initiative d'Ambrières[174].
- Le menhir de Montcorbeau, datant du néolithique, classé Monument historique en 1971[175]. Il s'agit d'un menhir de 2.25 m de haut, à peu près cylindrique au pied avec un sommet assez large en biseau.
- Le manoir de la Galardière, demeure du XVIe siècle (actuellement en ruines). Il fut le fief de la famille Drouet, famille importante de la commune sous l'Ancien Régime. Des écussons sculptés y ont été relevés en 1882 sur deux corbeaux de cheminée[176]. En 1899 on y voit encore une tour avec un escalier tournant tout en pierre[61].

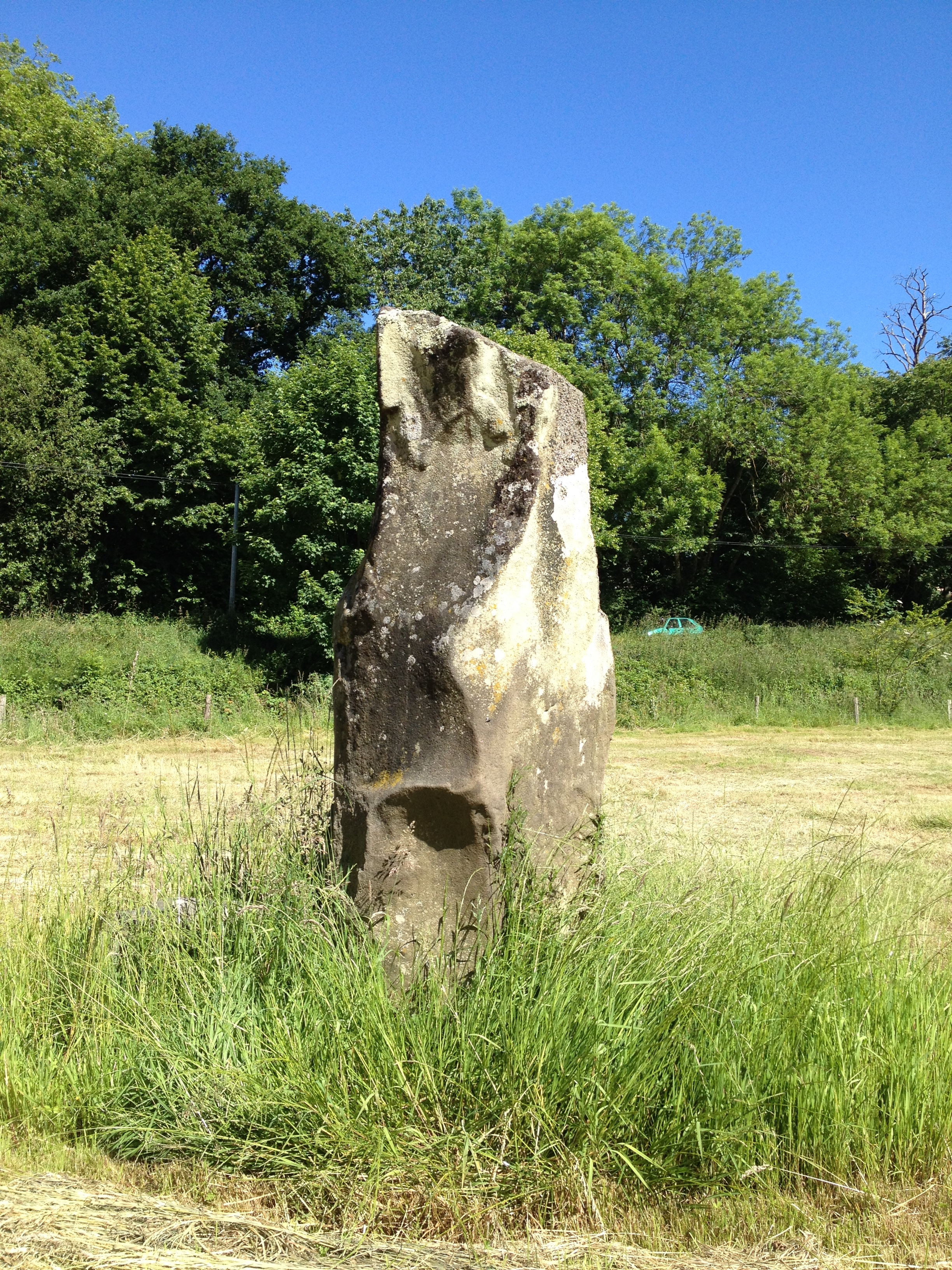
Menhir de Montcorbeau.
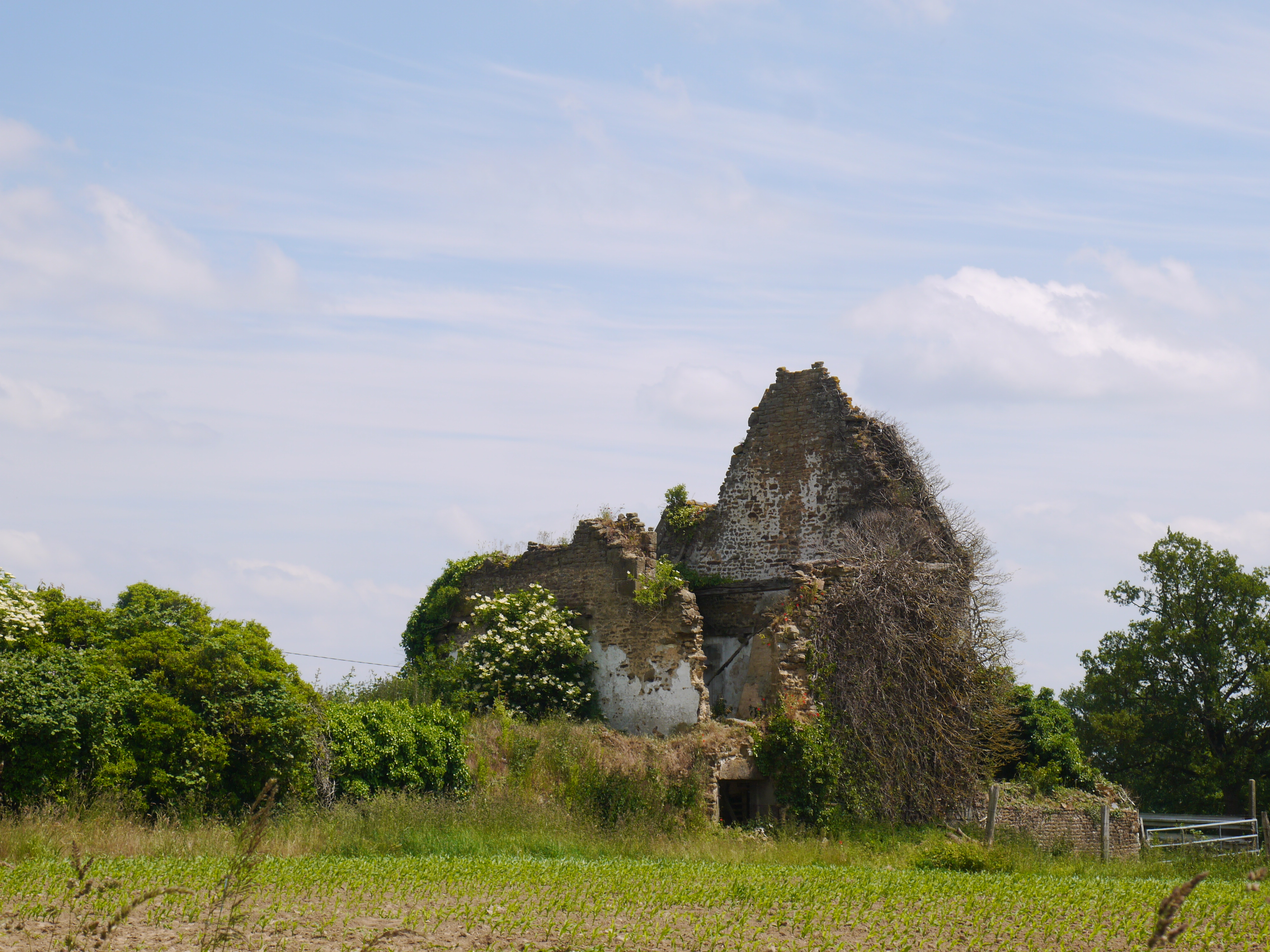
Manoir de la Galardière, en ruine.

### Patrimoine naturel

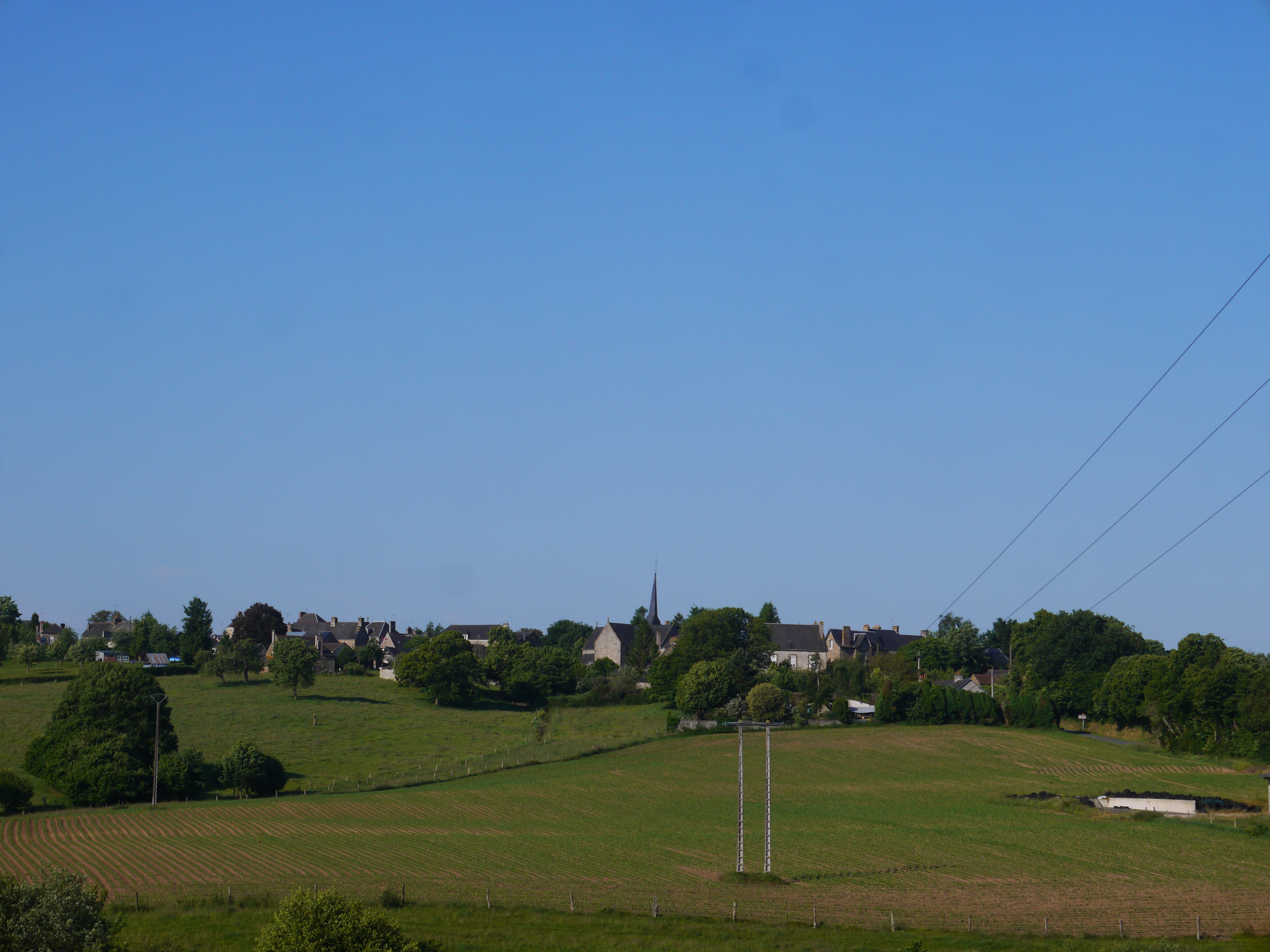
Bourg de Couesmes, vu de la vallée fertile du ruisseau de Beslay.

Pour la période 2016-2021, les ruisseaux de Froulay, de Beslay et leurs affluents font partie des cours d'eau patrimoniaux catégorisés « réservoirs biologiques » dans le SDAGE Loire-Bretagne parce qu'ils abritent une ou plusieurs zones de reproduction ou d'habitat d'espèces patrimoniales (truite fario, bouvière, vairon, écrevisse à pieds blancs...).
Depuis 2015, la vallée du ruisseau de Beslay, qui traverse la commune d'ouest en est, est considérée par le SRCE des Pays de la Loire comme un réservoir de biodiversité de la Trame verte et bleue, car elle constitue un espace où la biodiversité est riche et représentative et où les espèces peuvent réaliser tout ou partie de leur cycle de vie (alimentation, croissance, reproduction, repos). C'est également le cas de la vallée de la Varenne, à la frontière Est de la commune.
Un nombre particulièrement important d'espèces de papillons a été inventorié à Couesmes-Vaucé. Deux papillons de nuit rares ont été découverts sur la commune : la Noctuelle de la Massette (Nonagria typhae) (en) et le Chi (Antitype chi) (en).

### Patrimoine gastronomique
La commune de Couesmes-Vaucé est située dans l'aire de l'appellation d'origine protégée (AOP) ou appellation d'origine contrôlée (AOC) de 4 boissons alcoolisées : le poiré Domfront, le calvados domfrontais, le calvados et le pommeau de Normandie.
Le territoire de Couesmes-Vaucé est également intégré aux aires de productions de 7 produits bénéficiant d'une indication géographique protégée (IGP) : cidre de Normandie, bœuf du Maine, œufs de Loué, porc de Normandie, volailles de Loué, de Normandie et du Maine.
Enfin, Couesmes-Vaucé est située dans l'aire de production de 2 produits bénéficiant d'une indication géographique de boisson spiritueuse (IG) : l'eau-de-vie de poiré de Normandie et l'eau-de-vie de cidre de Normandie.

Quelques éléments du patrimoine gastronomique de Couesmes-Vaucé.
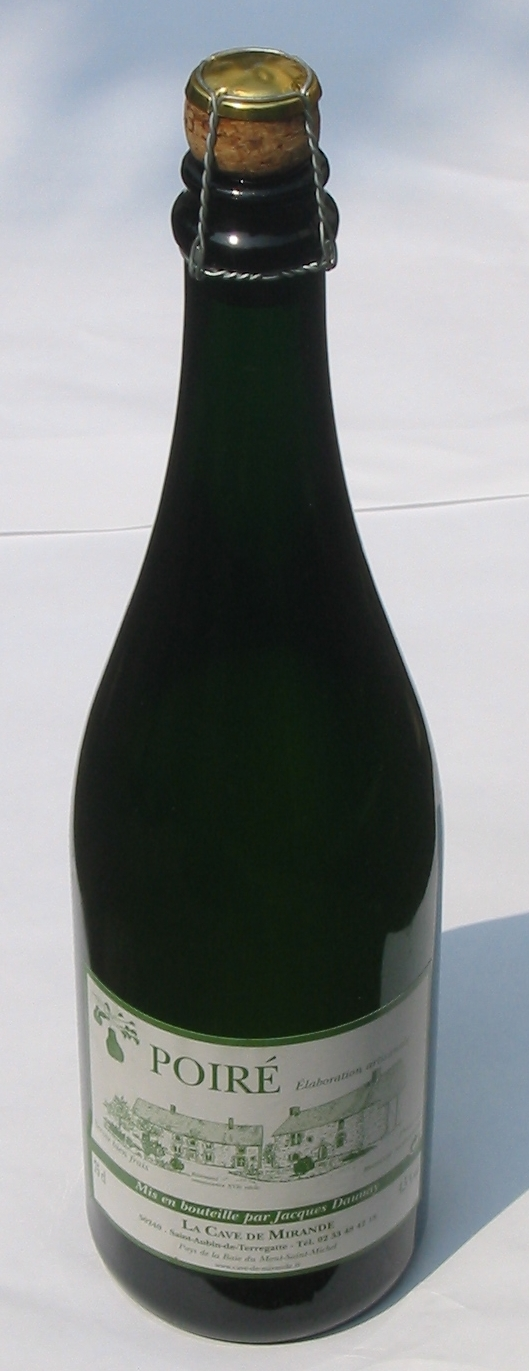
Poiré normand.
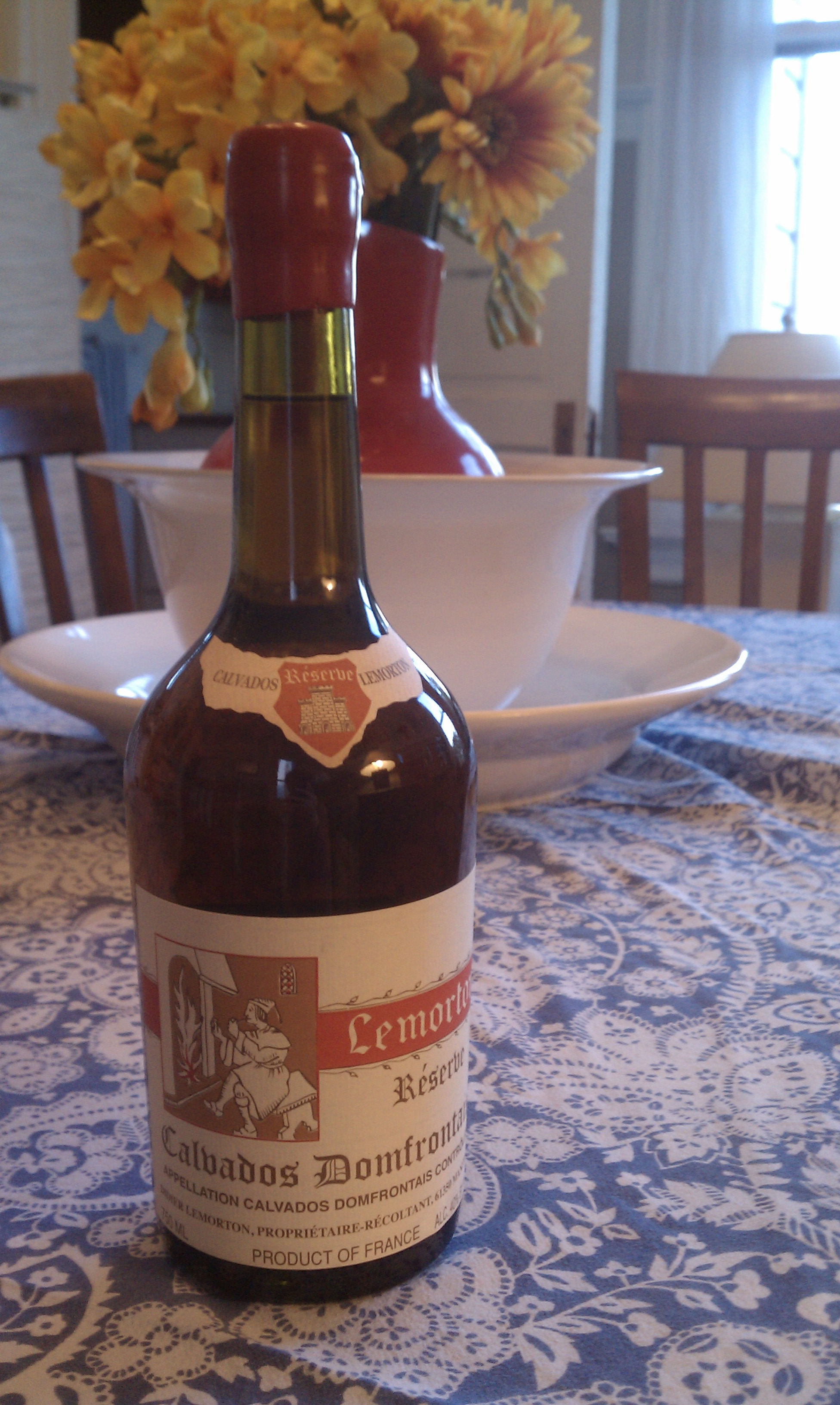
Calvados Domfrontais.
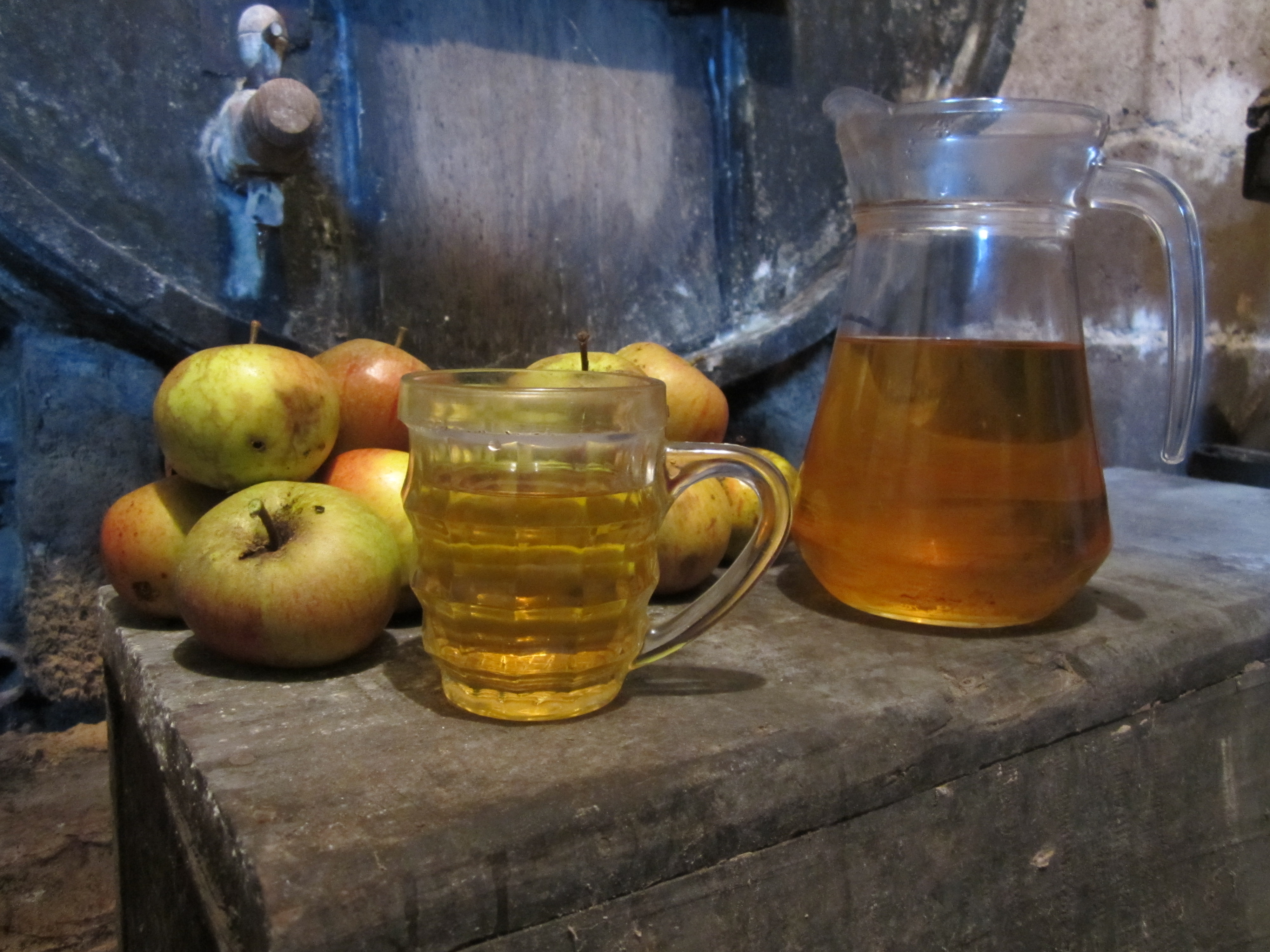
Cidre de Normandie et pommes à cidre.
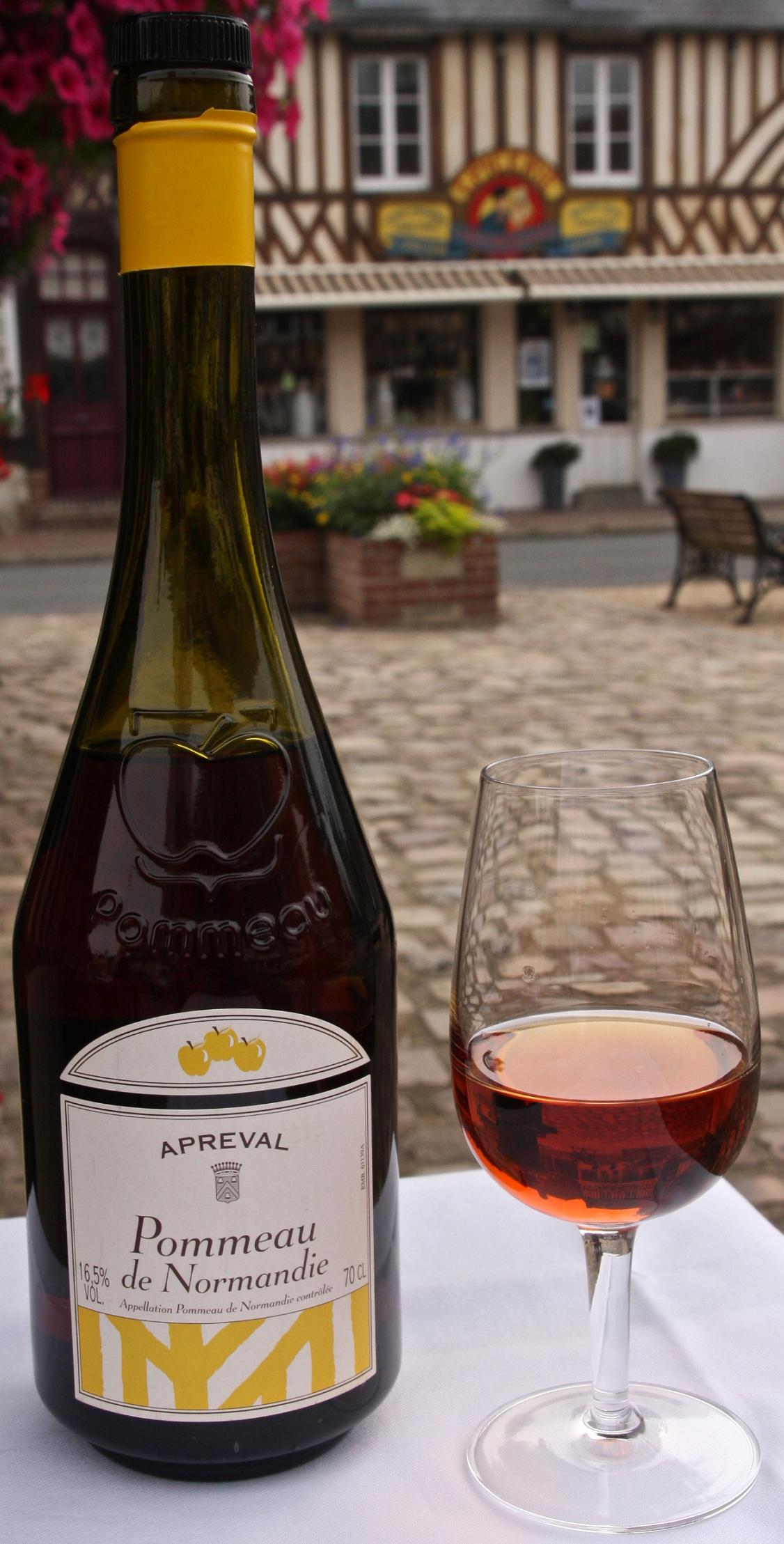
Pommeau de Normandie.
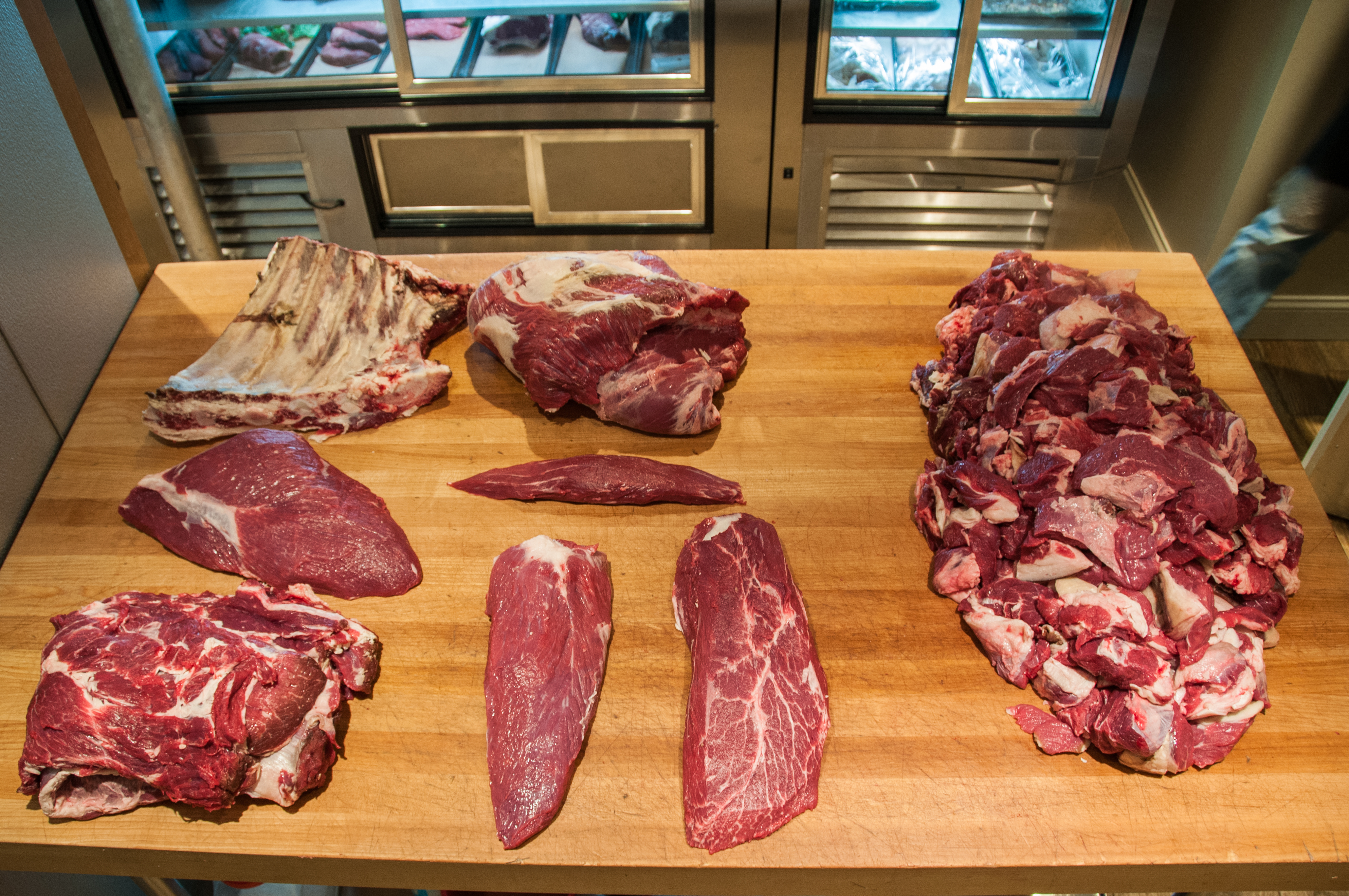
Morceaux de bœuf.
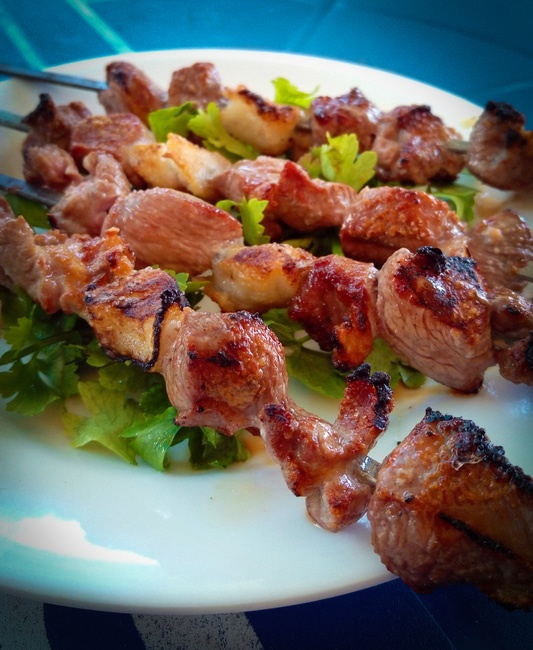
Brochettes de porc.

### Personnalités liées à la commune
- Famille de Couesmes
- Famille de Froulay, seigneurs fondateurs de la paroisse de Couesmes.
- Guillaume de Tracy, chevalier et seigneur anglo-normand, connu pour être l'un des quatre assassins de Thomas Becket, avait avant cette forfaiture fondé une léproserie à Couesmes vers 1170.
- Famille Bougrain-Dubourg, dont 3 frères fondèrent la chapelle aux Bougrains en l’église de Couesmes en 1530.
- René de Tessé de Froulay (1648-1725), comte de Tessé, maréchal de France, possédait à Couesmes les manoirs de Fontenay et de Froulay.
- Joseph Bisson (1871-1966), instituteur, archiviste, bibliothécaire et conservateur du musée de Mayenne, auteur de plusieurs ouvrages sur la ville de Mayenne est né à Couesmes. Il est l'oncle d'Henri Bisson, président historique du Stade Lavallois, dont le père est également né à Couesmes.
- Louis Quentin (1891-1958), botaniste, lauréat du prix de Coincy en 1949, est né à Couesmes.
- Réseau Action-Tortue Foccart, réseau de résistance dont une antenne fut implantée à Couesmes-en-Froulay.

### Héraldique
| Blason de Couesmes-Vaucé | Blason  | D’or, à un étaie d’azur, accompagné en chef de deux corbeaux affrontés de sable, et en pointe d’un lion du second, armé et lampassé de gueules. |
| Blason de Couesmes-Vaucé | Détails | L’or et le lion d’azur proviennent des armes de la famille de Couesmes, seigneurs de Couesmes jusqu’en 1420 où Charles de Couesmes dut l’aliéner aux Anglais pour payer sa rançon, ayant été capturé à la bataille de Pontlieue un an avant. La reprise intégrale des armes de famille étant interdite pour les municipalités, il suffit d’en emprunter un ou plusieurs éléments. L’étaie ou chevronnel figure, par sa forme, les monts qui entourent le village. Il est d’azur pour symboliser le ruisseau de Froulay. Associé avec les corbeaux l’étaie traduit aussi le nom du château qui se trouve en limite des deux anciennes communes : Celui de Montcorbeau. Les ornements sont deux gerbes de blé d'or, mises en sautoir par la pointe et liées d’azur afin d’honorer l’activité agricole. Le listel d'argent porte le nom de la commune en lettres majuscules de sable. La couronne de tours dit que l’écu est celui d’une commune ; elle n’a rien à voir avec des fortifications. Le statut officiel du blason reste à déterminer. |